# توکیو
توکیو (به ژاپنی: 東京 Tōkyō) با نام رسمی کلان‌شهر توکیو (به ژاپنی: 東京都 Tōkyō-to) پایتخت کشور ژاپن است. توکیو در شرق جزیرهٔ هونشوی ژاپن واقع شده‌است و یکی از استان‌های ۴۷ گانهٔ ژاپن به‌شمار می‌آید. توکیو در ابتدا یک دهکدهٔ ماهیگیری کوچک به نام ادو بود. در دوره‌های بعد ادو رفته‌رفته به شهری بزرگ تبدیل گشت، به گونه‌ای که در قرن ۱۸ میلادی به یکی از بزرگ‌ترین شهرهای جهان تبدیل شد. تا سال ۱۹۴۳ (میلادی)، تقسیم‌بندی و عنوان‌های «شهر توکیو» و «استان توکیو» وجود داشت اما در این سال این گونه تقسیم‌بندی منسوخ شد و شهر و استان توکیو با یکدیگر ادغام شدند. اگرچه این شهر یکی از بزرگ‌ترین مراکز مالی جهان در کنار نیویورک و لندن است و یک شهر جهانی محسوب می‌شود، اما از نظر فنی یک شهر نیست. هیچ شهری در ژاپن به نام «شهر توکیو» وجود ندارد. در واقع، توکیو به عنوان یک کلان‌شهر و شبیه به یک استان در ژاپن تعیین شده‌است. از سال ۲۰۰۰ میلادی، منطقهٔ شهری توکیو که شامل توکیو و استان‌های مجاور آن می‌شود، با جمعیت بین ۳۷ و ۳۸ میلیون نفر پرجمعیت‌ترین منطقهٔ شهری در جهان بوده‌است. همچنین توکیو عنوان بزرگ‌ترین اقتصاد شهری جهان را دارا می‌باشد.
توکیو شهری است که بارها به خاطر زمین‌لرزه، آتش‌سوزی یا جنگ به‌طور کامل ویران شده‌است و هر بار با زیبایی بیشتر از نو ساخته شده‌است. به همین سبب چشم‌انداز کنونی شهر توکیو با معماری معاصر بسیار مدرن و جذاب به نظر می‌رسد و بناهای تاریخی و کهنه در شهر بسیار کمیاب هستند. حمل و نقل عمومی در توکیو بسیار پاکیزه و کارآمد است. قطارها و متروی توکیو به عنوان اصلی‌ترین بخش حمل و نقل عمومی فعالیت می‌کنند و در کنار این دو، اتوبوس، مونوریل و واگن برقی به عنوان مکمل فعالیت دارند. توکیو جشنواره‌های هنری، ورزشی و تفریحی متعددی دارد. جشنوارهٔ فیلم توکیو که بزرگ‌ترین رویداد سینمایی ژاپن به‌شمار می‌رود، معمولاً در ماه اکتبر و در دو منطقهٔ توکیو برگزار می‌شود. توکیو همچنین از نظر داشتن فضای سبز بسیار غنی است. پارک‌های طبیعی ۳۶٫۳ درصد مساحت کل توکیو را تشکیل می‌دهند و از نظر وسعت پارک‌های طبیعی، توکیو پس از استان شیگا جایگاه دوم را در ژاپن به خود اختصاص داده‌است. شهرداری توکیو از سال ۱۹۹۱ میلادی در نیشی شینجوکو جای دارد.

## واژه‌شناسی
نام این شهر تا پیش از اواسط سده نوزدهم میلادی، ادو (Edo، 江戸) بود که ترکیبی از کانجی از 江 (e، ورودی) و 戸 (دروازه، در) است. نام ادو می‌تواند به عنوان «دهانهٔ رودخانه» ترجمه شود و اشاره‌ای به محل استقرار اولیه شهر در تقاطع رود سومیدا و خلیج توکیو دارد. در سال ۱۸۶۸ در طول اصلاحات میجی، نام شهر به «توکیو» به معنای پایتخت شرقی تغییر یافت.

## پیشینه
تاریخ شهر توکیو به ۴۰۰ سال قبل بازمی‌گردد. توکیو در ابتدا یک دهکدهٔ ماهیگیری کوچک به نام ادو بود. در اسناد به‌جا مانده از قرن دوازدهم برای اولین بار نام روستای ادو به چشم می‌خورد. از آن زمان به بعد این ناحیه به نام ادو خوانده می‌شده‌است. در زمان جنگ‌های داخلی دوره سنگوکو در سال ۱۴۵۷ میلادی سامورایی‌ای به نام اوتا دوکان، قلعه ادو را در آن محل می‌سازد. در سال ۱۵۹۰ میلادی، توکوگاوا ایه‌یاسو ادو را پایگاه خود قرار می‌دهد و هنگامی که وی در سال ۱۶۰۳ میلادی، نظام مبتنی بر حکومت شوگون‌ها به نام ادوباکوفو را پایه‌گذاری کرد، این شهر تبدیل به مرکز سیاسی دولت نظامی شوگون‌ها در سراسر ژاپن گردید. از دوران ادوباکوفو با عنوان دورهٔ ادو نیز یاد می‌شود. در واقع در دورهٔ ادو با این که امپراتور در شهر کیوتو زندگی می‌کرد و کیوتو پایتخت محسوب می‌شد ولی در عمل شهر ادو به پایتخت ژاپن تبدیل شده‌بود. در دوره‌های بعد ادو رفته‌رفته به شهری بزرگ تبدیل گشت، به گونه‌ای که در قرن ۱۸ میلادی جمعیت این شهر به یک میلیون نفر رسید و به یکی از بزرگ‌ترین شهرهای جهان تبدیل شد.
در دوره ادو، نرخ باسوادی در شهر ادو در مقایسه با میانگین کشوری حدود ۸۰ درصد برای مردان و ۲۵ درصد برای زنان بود. بسیاری از خارجی‌هایی که در این دوره وارد ژاپن شدند، از نرخ بسیار بالای سواد، به ویژه از تعداد زنان و کودکانی که می‌توانستند بخوانند و بنویسند، شگفت زده شدند. این نشان می‌دهد که در دوره ادو، ژاپن از نظر سطح تحصیلات یک کشور پیشرو بوه است. دوره ادو حدود ۲۶۰ سال بطول انجامید و در طی این مدت پانزده شوگون قدرت را در اختیار داشتند.
در سال ۱۸۶۸ میلادی، به منظور احیای حکومت سلطنتی، حکومت شوگون‌ها سرنگون گشت و شهر ادو نیز تحت کنترل دولت جدید درآمد. در همان سال و با آغاز دورهٔ میجی دولت جدید استانی را به نام استان ادو تأسیس کرد. چند ماه بعد، هم‌زمان با تغییر نام شهر ادو به عنوان جدید توکیو به معنی پایتخت شرقی، استان ادو نیز، به استان توکیو تغییر نام داد. در سال بعد امپراتور میجی از کیوتو به توکیو نقل مکان کرد و از آن زمان تا به حال این شهر پایتخت سیاسی ژاپن است. در سال ۱۸۸۹ میلادی، شهرداری توکیو تأسیس شد. در سال ۱۹۲۳ میلادی، بیش از نیمی از شهر در آتشی که پس از زمین‌لرزهٔ بزرگ کانتو شعله‌ور شد، سوخت و ویران گشت.
در سال ۱۹۴۳ میلادی، نام‌گذاری و تقسیم‌بندی قبلی توکیو که آن را به دو قسمت شهر و استان تقسیم می‌کرد، منسوخ شد و از آن پس عنوان توکیو برای مجموعهٔ شهر و استان توکیو انتخاب شد. در دوره میجی (۱۸۶۸–۱۹۱۲)، ژاپن شروع به جذب مشتاقانه تمدن غرب کرد. در محل عمارت‌های اربابی ادو ساختمان‌هایی از سنگ و آجر ساخته می‌شد و راه‌های اصلی را با سنگ‌ها فرش می‌کردند. در سال ۱۸۶۹ اولین خط مخابراتی ژاپن بین توکیو و یوکوهاما افتتاح شد و اولین لوکوموتیو بخار در سال ۱۸۷۲ از شینباشی به یوکوهاما شروع به کار کرد. مدل موی غربی جایگزین مدل موی سنتی مردانه شد. در سال ۱۸۸۲ اولین باغ جانورشناسی ژاپن در اوئنو افتتاح شد. در سال ۱۸۸۵ کابینه دولت تصویب شد و ایتو هیروبومی اولین نخست‌وزیر ژاپن شد. با اعلام قانون اساسی میجی در سال ۱۸۸۹، ژاپن نظام سیاسی یک دولت مدرن را تأسیس کرد.
در دوره تایشو (۱۹۱۲–۱۹۲۶)، تعداد افرادی که در شهرها کار می‌کردند افزایش یافت. استانداردهای آموزشی بهبود یافت و تعداد دخترانی که در مدارس عالی تحصیل کردند افزایش یافت. هنرهای نمایشی مانند تئاتر و اپرا رونق گرفت. در سپتامبر ۱۹۲۳ توکیو توسط زمین‌لرزه بزرگ کانتو ویران شد. آتش‌سوزی‌های ناشی از زلزله، مرکز شهر را کاملاً سوزاند. بیش از ۱۴۰۰۰۰ نفر کشته یا مفقود شدند و ۳۰۰۰۰۰ خانه ویران شدند. پس از زلزله طرح بازسازی شهر تدوین شد.
مدت کوتاهی پس از زلزله بزرگ کانتو، دوره شووا (۱۹۲۶–۱۹۸۹) آغاز شد. اولین خط متروی ژاپن بین آساکوسا و اوئنو در سال ۱۹۲۷ افتتاح شد. در سال ۱۹۳۱ فرودگاه هانه‌دا تکمیل شد. تا سال ۱۹۳۵، جمعیت ساکن توکیو به ۶٫۳۶ میلیون نفر رسید که با جمعیت نیویورک و لندن قابل مقایسه است.
جنگ اقیانوس آرام که در سال ۱۹۴۱ آغاز شد، تأثیر زیادی بر توکیو گذاشت. سیستم اداری دوگانه «توکیو-فو» (استان) و «توکیو-شی» (شهر) برای کارآمدی زمان جنگ ملغی شد و استان و شهر با هم ادغام شدند و کلان‌شهر توکیو را در سال ۱۹۴۳ تشکیل دادند؛ بنابراین سیستم اداری شهری ایجاد شد و فرماندار توکیو منصوب شد.
در طول جنگ جهانی دوم این شهر آماج بمباران‌های زیادی بود و ۱۰۲ بار بمباران شد که معروف‌ترین آن‌ها بمبارانی بود که در ۱۰ مارس سال ۱۹۴۵ میلادی صورت گرفت و باعث شد که یک سوم شهر در آتش بسوزد و نزدیک به یکصد هزار نفر کشته شوند. همچنین در ماه ژانویه همان سال در یکی از جزایر اوگاساوارای توکیو، به‌نام جزیرهٔ ایوو جیما، نبردی بین نیروهای آمریکایی و ژاپنی درگرفت که منجر به کشته شدن بیش از بیست هزار نفر از نیروهای ژاپنی در این جزیره شد. حوادث مربوط به نبرد ایوو جیما، در چندین فیلم از جمله نامه‌هایی از ایوو جیماو پرچم‌های پدران ما به تصویر کشیده شده‌است. در ماه مه ۱۹۴۷ قانون اساسی جدید ژاپن و قانون خودمختاری محلی اجرایی شد و سی‌ایچیرو یاسوئی با رای مردم به عنوان اولین فرماندار توکیو بر اساس سیستم جدید انتخاب شد.

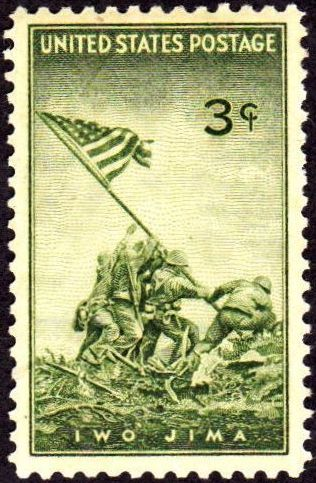
تمبر یادبود پیروزی آمریکا در جزیره ایوو جیما

بعد از جنگ، توکیو تقریباً به‌طور کامل بازسازی شد. برگزاری المپیک در این شهر در تابستان سال ۱۹۶۴ میلادی یکی از مهم‌ترین رویدادهای پس از جنگ است. با ورود به دهه ۱۹۷۰، فشار رشد سریع اقتصادی آشکار شد زیرا کشور درگیر مسائل زیست‌محیطی مانند آلودگی هوا و رودخانه‌ها و همچنین سطوح بالای سر و صدا بود. بحران نفتی سال ۱۹۷۳ رشد سریع اقتصادی چندین ساله را متوقف کرد. در دهه ۱۹۸۰، توکیو به یکی از فعال‌ترین شهرهای بزرگ جهان تبدیل شد که دارای جاذبه‌هایی مانند فناوری پیشرفته، اطلاعات، فرهنگ و مد و همچنین سطح بالایی از امنیت عمومی است. از سال ۱۹۸۶ به بعد، قیمت زمین و سهام به سمت بالا حرکت کرد، پدیده‌ای که به عنوان حباب اقتصادی ژاپن شناخته می‌شود. ژاپن تحت حباب اقتصادی از رشد فوق‌العاده‌ای برخوردار بود، اما با ترکیدن حباب در آغاز دهه ۱۹۹۰، کاهش درآمدهای مالیاتی ناشی از رکود اقتصادی طولانی مدت منجر به وضعیت بحرانی در امور مالی کلان‌شهرها شد. با این حال، توکیو توانست از طریق دو برنامه بازسازی مالی متوالی بر این بحران مالی غلبه کند. جمعیت نیز شروع به بازگشت به توکیو کرد. از دیگر رویدادهای مهم در تاریخ توکیو می‌توان به حادثهٔ حمله با گاز سارین در متروی توکیو که در سال ۱۹۹۵ میلادی اتفاق افتاد، اشاره کرد. این اولین حمله تروریستی به وسیلهٔ گازهای شیمیایی در ژاپن بود و در طی آن سیزده نفر کشته و ۵٬۵۰۰ نفر دچار آسیب شدند.
شهرداری توکیو از سال ۱۹۹۱ میلادی در نیشی شینجوکو جای دارد. در سال ۲۰۰۱، جمعیت توکیو به ۱۲ میلیون نفر رسید و در سال ۲۰۱۰ از مرز ۱۳ میلیون نفر گذشت. در ۱۱ مارس ۲۰۱۱ میلادی، زمین‌لرزه و سونامی ۲۰۱۱ توهوکو به قدرت ۹٫۰ درجه در مقیاس ریشتر در ساعت ۱۴ و ۴۶ دقیقه به وقت محلی در نزدیکی استان میاگی در شمال شرقی ژاپن رخ داد. در توکیو شدت این زمین‌لرزه ۵ درجهٔ قوی در مقیاس شیندو ثبت شده‌است. این زمین لرزه در توکیو ۷ نفر کشته و ۸۳ نفر زخمی بر جای گذاشت.
در پی حادثهٔ اتمی فوکوشیما و کاهش تولید برق، از مردم خواسته شد که در مصرف برق تا حد امکان صرفه‌جویی کنند.
در ۷ سپتامبر ۲۰۱۳، کمیته بین‌المللی المپیک توکیو را برای میزبانی بازی‌های المپیک تابستانی ۲۰۲۰ انتخاب کرد؛ بنابراین توکیو اولین شهر آسیایی شد که دو بار میزبان بازی‌های المپیک شد. با این حال، در نتیجه دنیاگیری کووید-۱۹، بازی‌های المپیک ۲۰۲۰ از ۲۳ ژوئیه ۲۰۲۱ تا ۸ اوت ۲۰۲۱ برگزار شد. اگرچه دنیاگیری کووید-۱۹ در توکیو مانع از رشد بسیاری از صنایع شده‌است، اما بازار املاک و مستغلات در ژاپن هنوز تحت تأثیر منفی قرار نگرفته‌است.

## جغرافیا
توکیو در بخشی از ژاپن به نام دشت کانتو و رو به خلیج توکیو ساخته شده‌است. توکیو در همسایگی استان‌های کاناگاوا، چیبا، سایتاما و یاماناشی قرار دارد. جزایر اوگاساوارا، با اینکه در فاصلهٔ ۱۰۰۰ کیلومتری از جنوب و جنوب شرقی مناطق ویژه توکیو واقع شده‌اند، جزئی از توکیو به‌شمار می‌روند و بدین ترتیب توکیو جنوبی‌ترین و شرقی‌ترین استان ژاپن محسوب می‌شود. مساحت توکیو ۲٬۱۸۷٫۰۸ کیلومتر مربع است.

### زمین‌شناسی
در بخش شرقی توکیو رودهای سومیدا، آراکاوا، ادوگاوا و ناکا جریان دارند. در قسمت غرب توکیو رود تاما جریان دارد. این رود با طول ۱۳۸ کیلومتر طولانی‌ترین رود توکیو است و در مرز بین توکیو و استان همسایه‌اش کاناگاوا قرار دارد.
در منطقهٔ تاما در اطراف رود تاما زمین هموار و پست است. مابین رود تاما و آراکاوا، فلات موساشینو قرار دارد. تپه‌های تاما در جنوب توکیو و در غرب کوهستان کانتو قرار گرفته‌است. از شهر ایروما واقع در استان سایتاما تا سه شهر اومه، تاچیکاوا و فوچو که هر سه جزئی از منطقهٔ تامای توکیو هستند، وجود گسلی به‌نام گسل تاچیکاوا تأیید شده‌است. احتمال وقوع زمین‌لرزه در اطراف این گسل بسیار بالاست.
جزایر توکیو عموماً از جزایر آتشفشانی تشکیل شده‌است. در جزایر ایزوی توکیو هنوز هم تعداد زیادی آتشفشان فعال وجود دارد. از جمله می‌توان از کوه اویاما در جزیرهٔ میاکه جیما نام برد که از ۲۰۰۰ سال پیش از نظر آتشفشانی فعال بوده‌است. کوه میهارا در جزیره ایزو اوشیما نیز به‌تازگی در سال ۱۹۸۶ میلادی فوران کرده‌است. جزایر اوگاساوارای توکیو از اکوسیستم ویژه‌ای برخوردار هستند و گونه‌های بسیار نادر گیاهی و جانوری در این جزایر یافت می‌شود.

### تقسیمات شهری توکیو
اگرچه این شهر یک شهر جهانی محسوب می‌شود، اما از نظر فنی یک شهر نیست. هیچ شهری در ژاپن به نام توکیو وجود ندارد. در واقع، توکیو به عنوان یک کلان‌شهر، شبیه به یک استان در ژاپن تعیین شده‌است. از نظر تقسیمات اداری، توکیو به ۲۳ منطقه، ۲۶ شهر، ۵ شهرستان و ۸ روستا تقسیم می‌شود.
از نظر جغرافیایی شهر توکیو به‌طور کلی به سه منطقهٔ بزرگ تقسیم می‌شود:
1. مناطق ویژه توکیو که شامل ۲۳ منطقه است.
2. منطقهٔ تاما جمعاً شامل ۳۰ بخش است.
3. جزایر توکیو که دو بخش دارد: جزایر ایزو و جزایر اوگاساوارا. هر یک از این دو بخش شامل جزایر کوچک‌تری می‌شوند که بیشتر غیرمسکونی هستند. در ۹ جزیرهٔ اصلی و مهم آن، تشکیلات اداری و شهری وجود دارد و جزایر کوچک‌تر اطراف جزئی از این جزایر اصلی شمرده می‌شوند.[۲۷]

#### نام مناطق شهرها، شهرستان‌ها و روستاها

رنگ بنفش پررنگ مناطق ویژه توکیو و رنگ بنفش کم رنگ منطقه تاما و رنگ خاکستری بخش تامای غربی را نشان می‌دهد. جزایر توکیو نیز با رنگ خاکستری مشخص شده‌است.

| مناطق ویژه توکیو | آداچی • آراکاوا • بونکیو • چیودا • چوئو • ادوگاوا • ایتاباشی • کاتسوشیکا • کیتا • کوتو • مگورو • میناتو • ناکانو • نریما • اوتا • ستاگایا • شیبویا • شیناگاوا • شینجوکو • سوگینامی • سومیدا • توشیما • تایتو | آداچی • آراکاوا • بونکیو • چیودا • چوئو • ادوگاوا • ایتاباشی • کاتسوشیکا • کیتا • کوتو • مگورو • میناتو • ناکانو • نریما • اوتا • ستاگایا • شیبویا • شیناگاوا • شینجوکو • سوگینامی • سومیدا • توشیما • تایتو                                                               |
| منطقه تاما       | شهرهای تاما | هاچی‌اوجی • تاچیکاوا • موساشینو • میتاکا • اومه • فوچو • آکیشیما • چوفو • ماچیدا • کوگانه‌ای • کودائیرا • هینو • هیگاشیمورایاما • کوکوبونجی • کونیتاچی • فوسا • کومائه • هیگاشی‌یاماتو • کیوسه • هیگاشیکورومه • موساشیمورایاما • تاما • ایناگی • هامورا • آکیرونو • نیشیتوکیو |
| منطقه تاما       | بخش تامای غربی | میزوهو (شهرستان) • هینوده (شهرستان) • اوکوتاما (شهرستان) • هینوهارا (روستا) |
| جزایر توکیو      | بخش ایزواوشیما | ایزو اوشیما (شهرستان) • توشیما(روستا) • نی‌ایجیما (روستا) • کوزوشیما (روستا) |
| جزایر توکیو      | بخش میاکه | میاکه جیما (روستا) • میکوراجیما (روستا) |
| جزایر توکیو      | بخش هاچیجو | هاچیجوجیما (شهرستان) • آئوگاشیما (روستا) |
| جزایر توکیو      | بخش اوگاساوارا | اوگاساوارامورا (روستا) |

### دریاچه‌ها و کوه‌ها

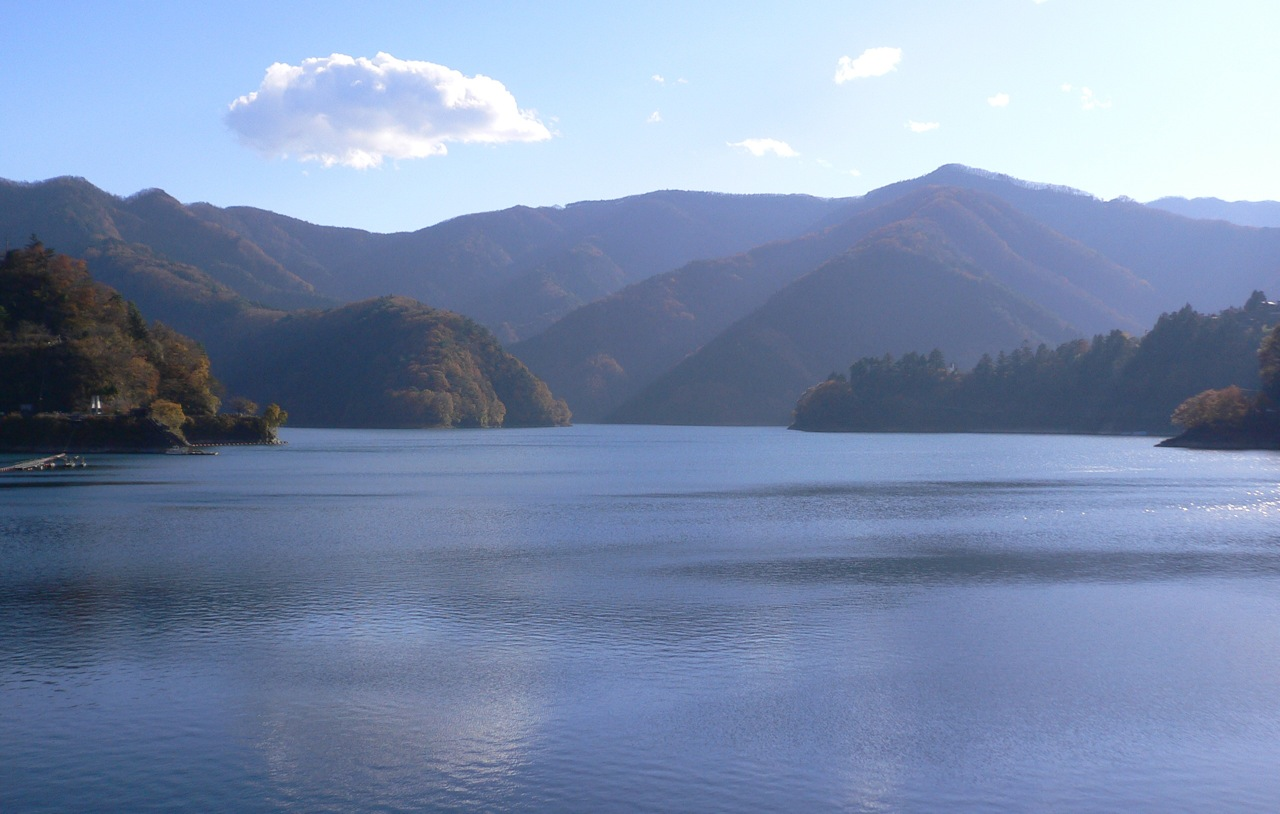
دریاچه اوکوتاما

دو دریاچهٔ مصنوعی به نام‌های دریاچهٔ اوکوتاما و دریاچهٔ تاما دریاچه‌های توکیو هستند.
دریاچهٔ اوکوتاما که در منطقهٔ اوکوتامای توکیو و روستای تابایاما در استان یاماناشی واقع شده و در حال حاضر بزرگ‌ترین مخزن آب آشامیدنی در ژاپن به‌شمار می‌آید.
دریاچهٔ تاما در هیگاشی‌یاماتو واقع شده و بزرگ‌ترین دریاچهٔ درونی توکیو به‌شمار می‌آید.
با اینکه یاما به معنی کوه در نقشهٔ مناطق ویژه توکیو بسیار به چشم می‌خورد، هیچ کوهی در این مناطق وجود ندارد و کوه‌های توکیو همگی در دو منطقهٔ هاچی‌اوجی و منطقهٔ اوکوتاما متمرکز شده‌اند.
کوه کوموتوری با ارتفاع ۲۰۱۷ متر از سطح دریا، بلندترین کوه توکیو است.

### پارک‌های طبیعی
پارک‌های طبیعی ۳۶٫۳ درصد مساحت کل توکیو را تشکیل می‌دهند و از نظر وسعت پارک‌های طبیعی، توکیو پس از استان شیگا جایگاه دوم را در ژاپن به خود اختصاص داده‌است. به علت کاشت بی‌رویهٔ درختان سرو در این جنگل‌ها، در فصل بهار مقدار انبوهی از گرده این درختان در هوا پخش می‌شود و موجب پدیدار شدن علائم آلرژی مانند سوزش چشم و ریزش اشک و آب بینی در شهروندان می‌گردد. تعداد کسانی که از حساسیت به گرده رنج می‌برند، هر ساله رو به افزایش است و در سال‌های اخیر این مشکل به یکی از چالش‌های بزرگ زیست‌محیطی توکیو تبدیل شده‌است.

### رودخانه‌ها
رودخانه‌های توکیو به دلیل توپوگرافی آن، عموماً از قسمت غربی سرچشمه می‌گیرند و به خلیج توکیو می‌ریزند. ۱۰۷ رودخانه به طول تقریب حدود ۸۵۸ کیلومتر در توکیو جاری هستند. از این تعداد، ۹۲ رودخانه به عنوان رودخانه‌های درجه یک و ۱۵ رودخانه به عنوان رودخانه‌های درجه دو توسط فرماندار توکیو تعیین شده‌است. چهار حوضه رودخانه‌ایِ تونه‌گاوا، آراکاوا، تاماگاوا و تسورومیگاوا در منطقه بزرگ توکیو وجود دارد و تعداد زیادی رودخانه و نهرهای کوچکتر از این رودخانه‌ها سرچشمه می‌گیرند.

### آب و هوا
اکثر استان توکیو در منطقه آب و هوای نیمه گرمسیری مرطوب قرار دارند، با تابستان‌های گرم و مرطوب و زمستان‌های معتدل تا خنک با دوره‌های گاهی سرد. گرم‌ترین ماه اوت است که میانگین آن ۲۶٫۹ درجه سانتی گراد (۸۰٫۴ درجه فارنهایت) است. سردترین ماه ژانویه است که میانگین آن ۵٫۴ درجه سانتی گراد (۴۱٫۷ درجه فارنهایت) است. رکورد پایین دمای ۹٫۲- درجه سانتیگراد (۱۵٫۴ درجه فارنهایت) در ۱۳ ژانویه ۱۸۷۶ بود. بالاترین رکورد در ۲۰ ژوئیه ۲۰۰۴، ۳۹٫۵ درجه سانتیگراد (۱۰۳٫۱ درجه فارنهایت) بود.
میانگین بارندگی سالانه نزدیک به ۱۶۰۰ میلی‌متر (۶۳٫۰ اینچ)، با تابستان مرطوب‌تر و زمستان خشک‌تر است. بارش برف پراکنده‌است و تقریباً در طی یک سال اتفاق می‌افتد. توکیو اغلب هر سال شاهد طوفان است و تعداد کمی از آنها قوی هستند. مرطوب‌ترین ماه از زمان شروع رکوردها در سال ۱۸۷۶، اکتبر ۲۰۰۴ بود، با ۷۸۰ میلی‌متر (۳۰ اینچ) باران، از جمله ۲۷۰٫۵ میلی‌متر (۱۰٫۶۵ اینچ) در نهم همان ماه. آخرین چهار ماه ثبت شده برای مشاهده بدون بارندگی دسامبر ۱۹۹۵ است. Annual بارندگی از ۸۷۹٫۵ میلیمتر (۳۴٫۶۳ اینچ) در سال ۱۹۸۴ تا ۲٬۲۲۹٫۶ میلیمتر (۸۷٫۷۸ اینچ) در ۱۹۳۸ متغیر بوده‌است.
| داده‌های اقلیم پارک کینانومارو، چیودا-کو، توکیو، در مرکز توکیو         | داده‌های اقلیم پارک کینانومارو، چیودا-کو، توکیو، در مرکز توکیو | داده‌های اقلیم پارک کینانومارو، چیودا-کو، توکیو، در مرکز توکیو | داده‌های اقلیم پارک کینانومارو، چیودا-کو، توکیو، در مرکز توکیو | داده‌های اقلیم پارک کینانومارو، چیودا-کو، توکیو، در مرکز توکیو | داده‌های اقلیم پارک کینانومارو، چیودا-کو، توکیو، در مرکز توکیو | داده‌های اقلیم پارک کینانومارو، چیودا-کو، توکیو، در مرکز توکیو | داده‌های اقلیم پارک کینانومارو، چیودا-کو، توکیو، در مرکز توکیو | داده‌های اقلیم پارک کینانومارو، چیودا-کو، توکیو، در مرکز توکیو | داده‌های اقلیم پارک کینانومارو، چیودا-کو، توکیو، در مرکز توکیو | داده‌های اقلیم پارک کینانومارو، چیودا-کو، توکیو، در مرکز توکیو | داده‌های اقلیم پارک کینانومارو، چیودا-کو، توکیو، در مرکز توکیو | داده‌های اقلیم پارک کینانومارو، چیودا-کو، توکیو، در مرکز توکیو | داده‌های اقلیم پارک کینانومارو، چیودا-کو، توکیو، در مرکز توکیو |
| ماه                                                                   | ژانویه                                                        | فوریه                                                         | مارس                                                          | آوریل                                                         | مه                                                            | ژوئن                                                          | ژوئیه                                                         | اوت                                                           | سپتامبر                                                       | اکتبر                                                         | نوامبر                                                        | دسامبر                                                        | سال                                                           |
| --------------------------------------------------------------------- | ------------------------------------------------------------- | ------------------------------------------------------------- | ------------------------------------------------------------- | ------------------------------------------------------------- | ------------------------------------------------------------- | ------------------------------------------------------------- | ------------------------------------------------------------- | ------------------------------------------------------------- | ------------------------------------------------------------- | ------------------------------------------------------------- | ------------------------------------------------------------- | ------------------------------------------------------------- | ------------------------------------------------------------- |
| سابقهٔ بیش‌ترین °C (°F)                                                 | ۲۲٫۶ (۷۳)                                                     | ۲۴٫۹ (۷۷)                                                     | ۲۵٫۳ (۷۸)                                                     | ۲۹٫۲ (۸۵)                                                     | ۳۲٫۶ (۹۱)                                                     | ۳۶٫۴ (۹۸)                                                     | ۳۹٫۵ (۱۰۳)                                                    | ۳۹٫۱ (۱۰۲)                                                    | ۳۸٫۱ (۱۰۱)                                                    | ۳۲٫۶ (۹۱)                                                     | ۲۷٫۳ (۸۱)                                                     | ۲۴٫۸ (۷۷)                                                     | ۳۹٫۵ (۱۰۳)                                                    |
| میانگین بیش‌ترین °C (°F)                                               | ۹٫۸ (۵۰)                                                      | ۱۰٫۹ (۵۲)                                                     | ۱۴٫۲ (۵۸)                                                     | ۱۹٫۴ (۶۷)                                                     | ۲۳٫۶ (۷۴)                                                     | ۲۶٫۱ (۷۹)                                                     | ۲۹٫۹ (۸۶)                                                     | ۳۱٫۳ (۸۸)                                                     | ۲۷٫۵ (۸۲)                                                     | ۲۲٫۰ (۷۲)                                                     | ۱۶٫۷ (۶۲)                                                     | ۱۲٫۰ (۵۴)                                                     | ۲۰٫۳ (۶۹)                                                     |
| میانگین روزانه °C (°F)                                                | ۵٫۴ (۴۲)                                                      | ۶٫۱ (۴۳)                                                      | ۹٫۴ (۴۹)                                                      | ۱۴٫۳ (۵۸)                                                     | ۱۸٫۸ (۶۶)                                                     | ۲۱٫۹ (۷۱)                                                     | ۲۵٫۷ (۷۸)                                                     | ۲۶٫۹ (۸۰)                                                     | ۲۳٫۳ (۷۴)                                                     | ۱۸٫۰ (۶۴)                                                     | ۱۲٫۵ (۵۵)                                                     | ۷٫۷ (۴۶)                                                      | ۱۵٫۸ (۶۰)                                                     |
| میانگین کم‌ترین °C (°F)                                                | ۱٫۲ (۳۴)                                                      | ۲٫۱ (۳۶)                                                      | ۵٫۰ (۴۱)                                                      | ۹٫۸ (۵۰)                                                      | ۱۴٫۶ (۵۸)                                                     | ۱۸٫۵ (۶۵)                                                     | ۲۲٫۴ (۷۲)                                                     | ۲۳٫۵ (۷۴)                                                     | ۲۰٫۳ (۶۹)                                                     | ۱۴٫۸ (۵۹)                                                     | ۸٫۸ (۴۸)                                                      | ۳٫۸ (۳۹)                                                      | ۱۲٫۱ (۵۴)                                                     |
| سابقهٔ کم‌ترین °C (°F)                                                  | −۹٫۲ (۱۵)                                                     | −۷٫۹ (۱۸)                                                     | −۵٫۶ (۲۲)                                                     | −۳٫۱ (۲۶)                                                     | ۲٫۲ (۳۶)                                                      | ۸٫۵ (۴۷)                                                      | ۱۳٫۰ (۵۵)                                                     | ۱۵٫۴ (۶۰)                                                     | ۱۰٫۵ (۵۱)                                                     | −۰٫۵ (۳۱)                                                     | −۳٫۱ (۲۶)                                                     | −۶٫۸ (۲۰)                                                     | −۹٫۲ (۱۵)                                                     |
| بارندگی میلی‌متر (اینچ)                                                | ۵۹٫۷ (۲٫۳۵)                                                   | ۵۶٫۵ (۲٫۲۲)                                                   | ۱۱۶٫۰ (۴٫۵۷)                                                  | ۱۳۳٫۷ (۵٫۲۶)                                                  | ۱۳۹٫۷ (۵٫۵)                                                   | ۱۶۷٫۸ (۶٫۶۱)                                                  | ۱۵۶٫۲ (۶٫۱۵)                                                  | ۱۵۴٫۷ (۶٫۰۹)                                                  | ۲۲۴٫۹ (۸٫۸۵)                                                  | ۲۳۴٫۸ (۹٫۲۴)                                                  | ۹۶٫۳ (۳٫۷۹)                                                   | ۵۷٫۹ (۲٫۲۸)                                                   | ۱٬۵۹۸٫۲ (۶۲٫۹۲)                                               |
| بارش برف سانتی‌متر (اینچ)                                              | ۴ (۱٫۶)                                                       | ۴ (۱٫۶)                                                       | ۰ (۰)                                                         | ۰ (۰)                                                         | ۰ (۰)                                                         | ۰ (۰)                                                         | ۰ (۰)                                                         | ۰ (۰)                                                         | ۰ (۰)                                                         | ۰ (۰)                                                         | ۰ (۰)                                                         | ۰ (۰)                                                         | ۸ (۳٫۱)                                                       |
| میانگین روزهای بارندگی (≥ ۰.۵ mm)                                     | ۵٫۳                                                           | ۶٫۱                                                           | ۱۰٫۳                                                          | ۱۰٫۹                                                          | ۱۱٫۱                                                          | ۱۲٫۸                                                          | ۱۲٫۰                                                          | ۹٫۴                                                           | ۱۲٫۳                                                          | ۱۱٫۸                                                          | ۸٫۲                                                           | ۵٫۸                                                           | ۱۱۶٫۰                                                         |
| درصد رطوبت                                                            | ۵۱                                                            | ۵۲                                                            | ۵۷                                                            | ۶۲                                                            | ۶۸                                                            | ۷۵                                                            | ۷۶                                                            | ۷۴                                                            | ۷۵                                                            | ۷۱                                                            | ۶۴                                                            | ۵۶                                                            | ۶۵                                                            |
| میانگین روزانه ساعت‌های تابش آفتاب                                     | ۱۹۲٫۶                                                         | ۱۷۰٫۴                                                         | ۱۷۵٫۳                                                         | ۱۷۸٫۸                                                         | ۱۷۹٫۶                                                         | ۱۲۴٫۲                                                         | ۱۵۱٫۴                                                         | ۱۷۴٫۲                                                         | ۱۲۶٫۷                                                         | ۱۲۹٫۴                                                         | ۱۴۹٫۸                                                         | ۱۷۴٫۴                                                         | ۱٬۹۲۶٫۷                                                       |
| درصد احتمال تابش آفتاب                                                | ۶۱                                                            | ۵۶                                                            | ۴۷                                                            | ۴۵                                                            | ۴۱                                                            | ۳۰                                                            | ۳۴                                                            | ۴۲                                                            | ۳۴                                                            | ۳۷                                                            | ۴۸                                                            | ۵۷                                                            | ۴۴٫۳                                                          |
| منبع شماره ۱: آژانس هواشناسی ژاپن                                     |                                                               |                                                               |                                                               |                                                               |                                                               |                                                               |                                                               |                                                               |                                                               |                                                               |                                                               |                                                               |                                                               |
| منبع شماره ۲: اطلس آب و هوا (UV), زمان و تاریخ (نقطه شبنم، ۱۹۸۵–۲۰۱۵) |                                                               |                                                               |                                                               |                                                               |                                                               |                                                               |                                                               |                                                               |                                                               |                                                               |                                                               |                                                               |                                                               |

## جمعیت

هرم جمعیت توکیو در سال ۲۰۲۰

توکیو دارای بالاترین نرخ تراکم جمعیت در ژاپن است. طبق سرشماری در سال ۱۹۵۵ میلادی، جمعیت توکیو ۶٬۹۶۹٬۱۰۴ نفر بوده‌است که پس از آن تا ۱۹۷۰ میلادی هر ساله بین ۳۰۰٬۰۰۰ تا ۴۰۰٬۰۰۰ هزار نفر، بر جمعیت این شهر افزوده شده‌است. توکیو حداکثر افزایش جمعیت را در سال ۱۹۸۷ میلادی داشته‌است و پس از آن میزان افزایش جمعیت در حد ۲۰۰٬۰۰۰ نفر در سال ثابت باقی مانده‌است. بر اساس سرشماری سال ۱۹۴۵ میلادی ۱۳ درصد جمعیت ژاپن در منطقه شهری توکیو ساکن بوده‌اند که این میزان در سال ۲۰۰۵ میلادی به ۲۶٫۹ درصد کل جمعیت ژاپن رسیده‌است.
در طی روز به تعداد جمعیت توکیو بیش از دو و نیم میلیون نفر افزوده می‌شود. این افزایش جمعیت به‌خاطر رفت‌وآمد شاغلان، کارگران و دانشجویان است که در مناطق مجاور توکیو مسکن دارند و بعد از پایان ساعات کاری از توکیو خارج می‌شوند. در ماه ژانویه سال ۲۰۲۰ میلادی ۵۷۷٬۳۲۹ نفر از اتباع بیگانه به‌طور قانونی مقیم توکیو بودند.
در سال ۲۰۲۰، محدوده شهری توکیو با ۱۴٫۰۵ میلیون نفر در میان ۴۷ استان ژاپن، بیشترین جمعیت را داشت.در حالی که ژاپن در حال حاضر کاهش جمعیت را تجربه می‌کند، توکیو یک استثنا است و همچنان در حال رشد است. توکیو حدود ۱۰ درصد از جمعیت ژاپن را در خود جای داده‌است. اگر منطقه بزرگتر متروی توکیو، استان کاناگاوا، استان سایتاما و استان چیبا را در نظر بگیرید، کل جمعیت منطقه شهری توکیو به ۳۸ میلیون نفر می‌رسد. در سال ۲۰۲۰ کل جمعیت ژاپن حدود ۱۲۷ میلیون نفر است، بنابراین این ۳۰ درصد جمعیت کشور است و توکیو را به پرجمعیت‌ترین منطقه شهری در جهان تبدیل می‌کند.
دولت شهری توکیو برآورد کرد که جمعیت توکیو در سال ۲۰۳۰ به ۱۴٫۲۴ میلیون نفر خواهد رسید و سپس شروع به کاهش خواهد کرد. در مقایسه با تخمین قبلی در سال ۲۰۲۱، شروع کاهش جمعیت پنج سال به تعویق افتاده‌است، اما دولت شهری اعلام کرد: "کاهش جمعیت حتی در پایتخت، توکیو، اجتناب‌ناپذیر است.
بر اساس سرشماری سال ۲۰۲۰، بیش از نیمی از خانواده‌ها در توکیو تنها زندگی می‌کنند. خانوارهای تک نفره ۳ میلیون و ۶۲۵ هزار و ۸۱۰ خانوار را تشکیل می‌دهند که ۵۰٫۲۶ درصد از کل خانوارهای عمومی را تشکیل می‌دهند که برای اولین بار از نصف می‌گذرد. افزایش تعداد خانوارهای تک نفره تحت تأثیر افزایش تعداد سالمندانی است که به دلیل مرگ همسرشان تنها زندگی می‌کنند و همچنین به دلیل افزایش تعداد افراد مجرد و کاهش نسبت والدین سالمندی است که با فرزندان خود زندگی می‌کنند. از سوی دیگر، توکیو همچنین دارای تعداد زیادی از خانواده‌های جوان و تک نفره است، مانند کسانی که برای کار یا تحصیلات عالی به این شهر نقل مکان کرده‌اند.

## اداره و مدیریت

### دولت شهری توکیو

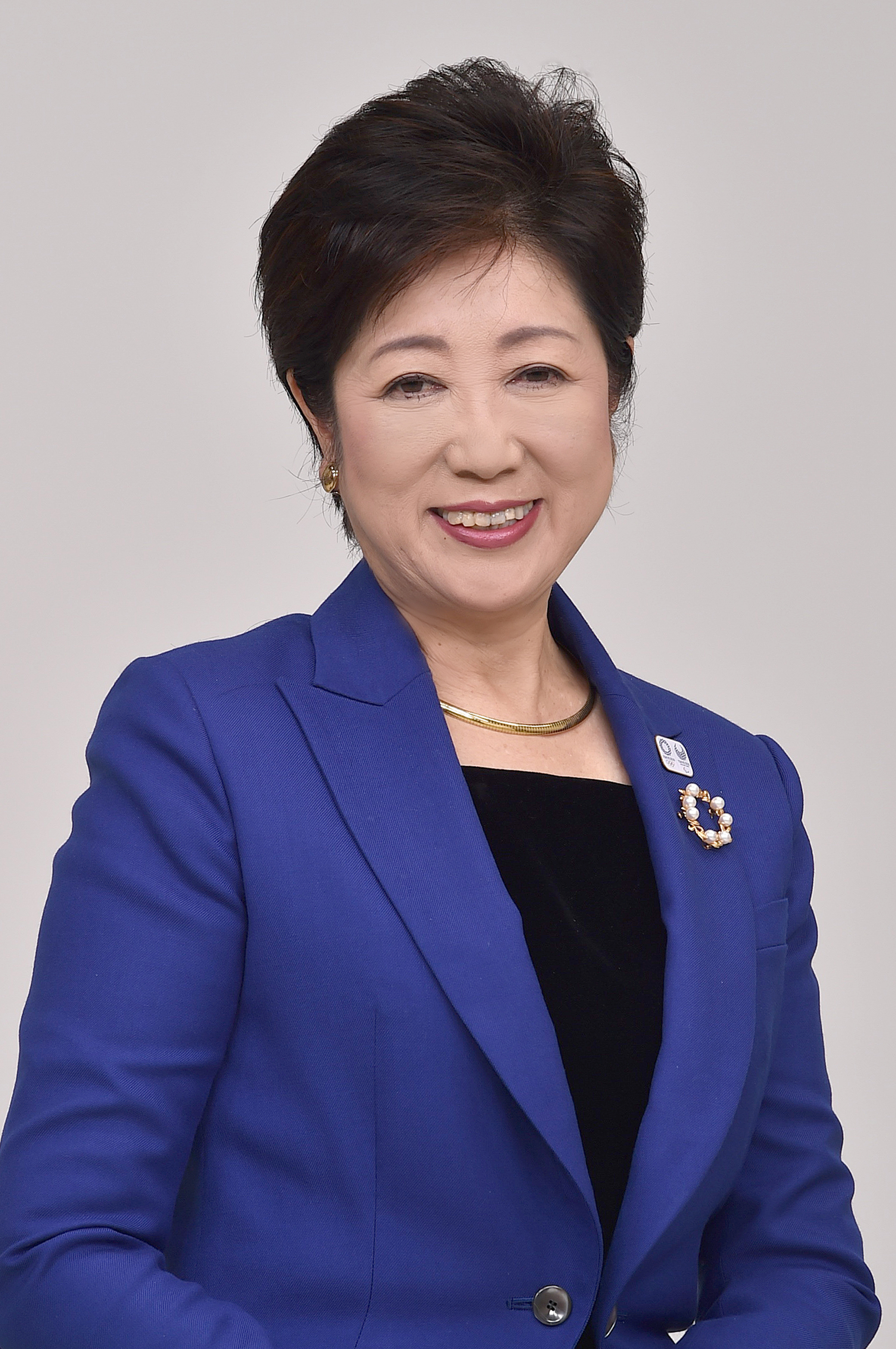
خانم یوریکو کوایکه به عنوان فرماندار توکیو در سال ۲۰۱۶ انتخاب شد.

قدرت قانونگذاری در کلان‌شهر بر عهده مجمع شهری توکیو است که متشکل از ۱۲۷ عضو است که برای دوره‌های ۴ ساله انتخاب می‌شوند. مقام منتخب اصلی فرماندار توکیو است که بر تعدادی از کمیسیون‌های اداری، از جمله آتش‌نشانی و کمیسیون‌های امور عمومی، اختیار دارد. هر یک از ۲۳ بخش ویژه دارای یک شورا و یک رئیس منتخب مردم است که اختیارات محدودی بر مسائل محلی دارد.
در میان فرمانداران متوالی توکیو، به جز ریوکیچی مینوبه (فرماندار از سال ۱۹۶۷ تا ۱۹۷۹)، که توسط حزب سوسیالیست ژاپن و حزب کمونیست توصیه شده بود، سایر فرمانداران همگی محافظه کار هستند. پس از استعفای شینتارو ایشیهارا به عنوان فرماندار توکیو در سال ۲۰۱۲، نائوکی اینوسه معاون سابق فرماندار توکیو با بیش از ۶۵ درصد آرا در انتخابات فرمانداری توکیو در سال ۲۰۱۲ انتخاب شد. با این حال، Inose در پایان سال ۲۰۱۳ به دلیل رسوایی مالی استعفا داد. در سال ۲۰۱۶ خانم یوریکو کوایکه به پیروزی بزرگی دست یافت و با کسب بیش از یک سوم آرا، فرماندار توکیو شد. در سال ۲۰۲۰، کویکه نزدیک به ۶۰ درصد آرا را به دست آورد و با موفقیت دوباره به عنوان فرماندار انتخاب شد.

### مدیریت آب

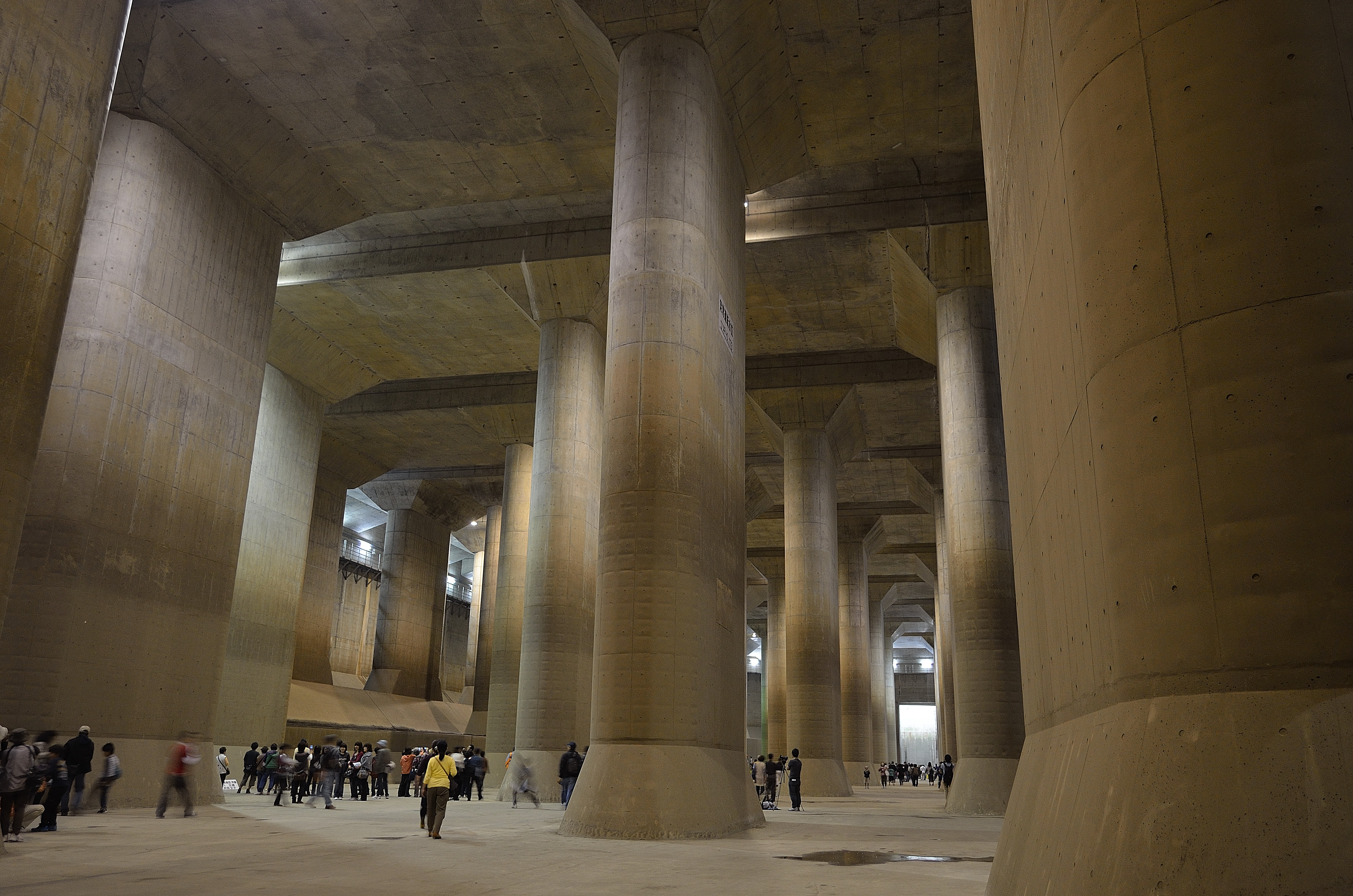
کانال تخلیه زیرزمینی بیرونی منطقه متروپولیتن

نبرد توکیو با سیل به تاریخ آن بازمی‌گردد. این شهر در دشت کانتو قرار دارد که پنج سیستم رودخانه‌ای و ده‌ها رودخانه مجزا از آن عبور می‌کنند. رودخانه‌های توکیو در بیشتر سال بسیار زیبا هستند اما می‌توانند در مواقع بارندگی‌های شدید خطرآفرین باشند. تیفون کاتلین در سال ۱۹۴۷ رخ داد و حدود ۳۱۰۰۰ خانه را در توکیو ویران کرد و ۱۱۰۰ نفر را کشت. یک دهه بعد تیفون ایدا (۱۹۵۸) زمانی که حدود ۴۰۰ میلی‌متر باران در یک هفته بارید، شهر را ویران کرد پس از آن بود که دولت ژاپن تعهدات پولی خود را برای مدیریت آب توکیو افزایش داد. پس از دهه‌ها برنامه‌ریزی برای کنترل سیل و ساخت و سازهای بی‌وقفه، پایتخت ژاپن اکنون ده‌ها سد، مخزن و خاکریز دارد. در این راستا در سال ۲۰۰۶ پس از ۱۳ سال کار کانال تخلیه زیرزمینی بیرونی منطقه متروپولیتن تکمیل شد. کانال تخلیه زیرزمینی بیرونی منطقه متروپولیتن بزرگ‌ترین سرریز رودخانه زیرزمینی جهان برای جلوگیری از سیل است. طول آن ۶٫۳ کیلومتر، پهنا حدود ۱۰ متر و عمق آن حدود ۵۰ متر است و در زیر مسیر رودخانه بین ادوگاوا، ناکاگاوا و اوتوشی فوروتونه گاوا که در استان سایتاما قرار دارد، ساخته شده‌است. در صورت طغیان رودخانه‌های کوچک و متوسط، بخشی از آب از طریق این کانال به ادوگاوا تخلیه می‌شود. با تکمیل کانال تخلیه زیرزمینی بیرونی منطقه متروپولیتن، تعداد خانه‌های آبگرفته در اطراف رودها و خسارات ناشی از آن بسیار کاهش یافته‌است.

### آماده‌سازی برای زلزله
ژاپن کشوری است که به خاطر تعداد زیاد زمین لرزه‌هایش شناخته شده‌است. علیرغم خطر دائمی زلزله ویرانگر، توکیو در سال ۲۰۱۷ بر اساس شاخص شهرهای ایمن واحد اطلاعات اکونومیست به عنوان امن‌ترین شهر جهان معرفی شدو قوانین ملی حاکم بر ضوابط ساخت و ساز ساختمان‌ها بیان می‌کند که ساختمان‌ها باید حداقل آسیب را در زلزله‌های متوسط داشته باشند و ساختمان نباید در معرض ریزش در یک زلزله بزرگ باشد. طبق یک مطالعه توسط دانشگاه توکیو، ۸۷٪ از ساختمان‌ها در کلان‌شهر با این الزامات مطابقت دارند. آسمان‌خراش‌های جدید دارای انواع دستگاه‌های ضد لرزه هستند، از جمله «جاذبه‌های شوک» بزرگ که مانند آونگ عمل می‌کنند و مشابه ضربه‌گیرها به امواج ناشی از زلزله واکنش نشان می‌دهند.

### حفظ محیط‌زیست

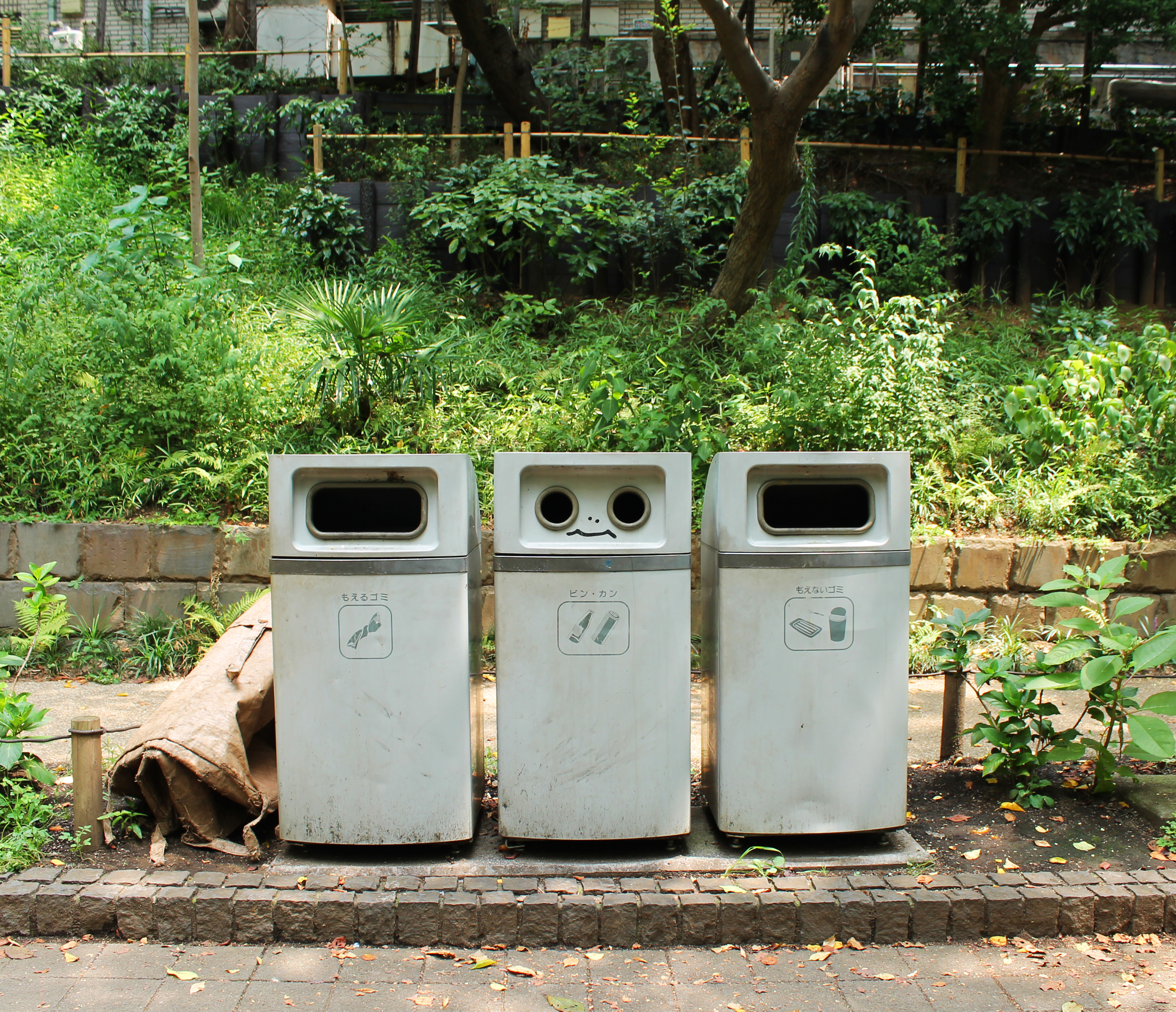
سطل‌های زباله بر اساس تفکیک مواد در پارک اوئنو

توکیو نمونه‌ای از یک «پدیده جزیره گرمایی شهری» است. این پدیده‌ای است که در آن دمای هوای یک بخش در داخل شهر به‌طور قابل توجهی نسبت به حومه شهر افزایش می‌یابد. یکی از عوامل مؤثر در افزایش وقوع باران‌های سیل آسا در مناطق شهری است. طبق گفته دولت شهری توکیو، میانگین دمای سالانه حدود ۳ درجه سانتیگراد در طول صد سال گذشته افزایش یافته‌است. توکیو به عنوان «نمونه قابل مشاهده از رابطه بین رشد شهری و آب و هوا» ذکر شده‌است.
در سال ۲۰۰۷، توکیو «پروژه ۱۰ ساله توکیو سبز» را تصویب کرد تا سال ۲۰۱۷ محقق شود. هدف از آن افزایش درختان کنار جاده‌ای در توکیو به یک میلیون (از ۴۸۰۰۰۰) و اضافه کردن ۱۰۰۰ هکتار (ده کیلومتر مربع) بود.
زباله‌های این کلانشهر به پنج دسته قابل سوختن، غیرقابل سوختن، بازیافت، بطری‌های پلی اتیلن و اقلام بزرگ تقسیم می‌شوند (برای ورود به این دسته، ابعاد کالا باید ۳۰*۳۰*۳۰ سانتی‌متر باشد). در توکیو هیچ سطل زباله در خیابان‌ها وجود ندارد، زیرا سطل‌های خیابان پس از حمله تروریستی با گاز سارین در متروی توکیو در سال ۱۹۹۵ جمع‌آوری شدند. بمب‌ها در سطل زباله ایستگاه‌ها کارگذاری شده بودند. از آن زمان، زباله‌ها تنها به میزان محدود در سطح شهر ریخته و یافت شدند. با توجه به این واقعیت، مردم باید زباله‌های خود را به خانه منتقل کنند تا برای جمع‌آوری انتخابی آماده شوند. توکیو در برخی از ۲۳ بخش ویژه خود کارخانه‌های بازیافت دارد که اکثر آنها توسط شرکت‌های خصوصی اداره می‌شوند که اصلی‌ترین آنها در میناتو قرار دارد.[94]
صنعت بازیافت اهمیت قابل توجهی در کلان‌شهر دارد. دولت می‌گوید که استراتژی (بازیافت، کاهش و استفاده مجدد) را ترویج می‌کند. هر هفته، هزاران سطل پلاستیکی در خیابان‌های توکیو برای جمع‌آوری مواد قابل بازیافت قرار می‌گیرد. در ادارات، سوپرمارکت‌ها، ایستگاه‌های قطار و سایر تأسیسات، زباله‌ها با دقت جدا شده و در ظروف مناسب قرار می‌گیرند.

## فرهنگ

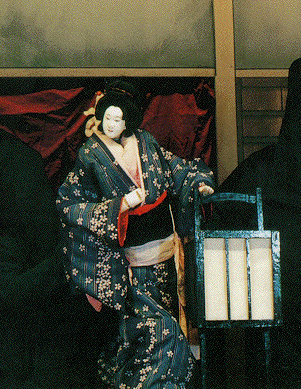
بونراکو، خیمه شب بازی ژاپنی

توکیو شهری مدرن است و اطلاعات و فرهنگ لازم برای زندگی کردن در آن رو به گسترش است. با این وجود شهری تاریخی و وارث فرهنگی سنتی نیز هست. ژاپن کشوری است که سنت‌هایی نظیر کابوکی، بونراکو (خیمه شب بازی ژاپنی)، راکوگو (یک نوع کمدی)، نیهون بویو (رقص‌های سنتی ژاپنی)، ایکبانا (گل‌آرایی ژاپنی) و مراسم چای ژاپنی در آن هنوز پابرجا مانده و رواج دارد. یکی از مراکزی که نقش مهمی در رونق کابوکی و دیگر هنرهای نمایشی سنتی ژاپن ایفا می‌کند، تئاتر ملی ژاپن است. تئاتر ملی ژاپن علاوه بر این، یکی از مراکز مهم تحقیق در مورد سنت‌های ژاپن نیز به‌شمار می‌رود. کابوکی-زا در گینزا نیز از دیگر مکان‌هایی است که در همه ایام سال کابوکی در آن اجرا می‌شود.
از محل‌های مشهور برگزاری کنسرت‌های بزرگ می‌توان از نیپون بودوکان که به اختصار بودوکان نامیده می‌شود، نام برد. بودوکان در اصل سالن جودو است اما تاکنون محل برگزاری کنسرت‌های بسیاری از خوانندگان ژاپنی و غیر ژاپنی بوده‌است و آلبوم‌های بسیاری به نام اجرای زنده در بودوکان وجود دارد. گروه انگلیسی بیتلز نخستین گروه راک بودند که در این ورزشگاه کنسرت اجرا کردند.
عنوان می‌شود که توکیو از نظر فرهنگی متنوع‌ترین شهر جهان است و شهری است که در آن بهانه‌ای برای حوصله سر رفتن وجود ندارد. توکیو بر فرهنگ ژاپن تسلط دارد شاید فرانسه و پاریس آن نمونه مشابهی باشند، اما نمی‌توان از این قبیل در جهان زیاد یافت. یک سوم دانشگاه‌های این کشور در توکیوی بزرگ قرار دارند. بیشتر نویسندگان، روزنامه‌نگاران و افکارسازان در توکیوی بزرگ زندگی می‌کنند. مهم‌ترین مؤسسات فرهنگی (مانند موزه ملی توکیو، کتابخانه شورای ملی ژاپن، تئاتر ملی جدید توکیو و موزه هنر متروپولیتن توکیو) در نزدیکی اداره‌های دولتی ملی یا در اوئنو یافت می‌شوند.
همچنین در توکیو ۲۵۳ سینما که بیشتر به صورت مجتمع سینمایی هستند، وجود دارد. این تعداد سینما مجموعاً دارای ۳۶۴ سالن سینما هستند.
بر اساس آمار سال ۲۰۱۸، ۳۸۴ کتابخانه در توکیو وجود دارد و تعداد کتابخانه‌ها در ازای یک میلیون نفر جمعیت ۲۹ کتابخانه بوده‌است.
۵ شبکه با نام‌های نیپون تلویژنیا (NTV)، توکیو برودکاستینگ سیستم (TBS)، فوجی تلویژن، تی‌وی آساهی و تی‌وی توکیو شبکه‌های اصلی تلویزیون توکیو هستند. سه انتشارت به نام انتشارات کودانشا، انتشارات شوگاکوکان و انتشارات شوئیشا بزرگ‌ترین شرکت‌های انتشاراتی توکیو هستند.

### فرهنگ غذایی
توکیو دارای تعداد زیادی رستوران است که از شهرهای بزرگی مانند پاریس و نیویورک پیشی گرفته‌است، منطقه شهری توکیو بیش از ۱۳۷۰۰۰ رستوران دارد. در کتاب راهنمای میشلن (راهنمای غذاخوری‌های خوب) که در نوامبر سال ۲۰۲۳ چاپ شد، در مجموع ۲۰۰ رستوران و غذاخوری ستاره‌دار در این شهر وجود دارد که ۱۲ رستوران سه ستاره، ۳۹ رستوران دو ستاره و ۱۴۹ رستوران یک ستاره هستند.
غذاهای معرف سوبا، نودل سرد، که در توکیو بهترین است، تمپورا اودن و سوشی هستند.

### دین
۱۵ درصد از اراضی شهر ادو تحت تسلط معابد و زیارتگاه‌ها بود، به این علت می‌توان دریافت که نیروهای مذهبی نقش مهمی در دوره ادو داشتند. در مقایسه با شینتو، بودیسم تأثیر بسیار بیشتری در ادو داشت. فرقه‌های بودایی ذن، تندای، فرقه جودو و شینگون تأثیرگذارترین فرقه‌های بودایی در ادو بودند. از آنجایی که رهبران معابد در دوره ادو مجبور به پرداخت مالیات نبودند، بسیاری از معابد یا مناطق مجاور آن از نظر تجاری توسعه یافتند و به مراکز سرگرمی، فرهنگ و گشت و گذار تبدیل شدند. با این حال، در دوره اصلاحات میجی، به دلیل سیاست دولت مبنی بر تضعیف‌سازی بودیسم، نیروهای بودایی سرکوب شدند و برخی از معابد بزرگ مانند معبد کانئی و معبد زوجو به عنوان پارک طبقه‌بندی شدند. در همان زمان، بسیاری از زیارتگاه‌های مربوط به خانواده سلطنتی و سربازان مانند معبد میجی، معبد یاسوکونی، معبد توگو و معبد نوگی در توکیو ظاهر شدند.

### آموزش عالی

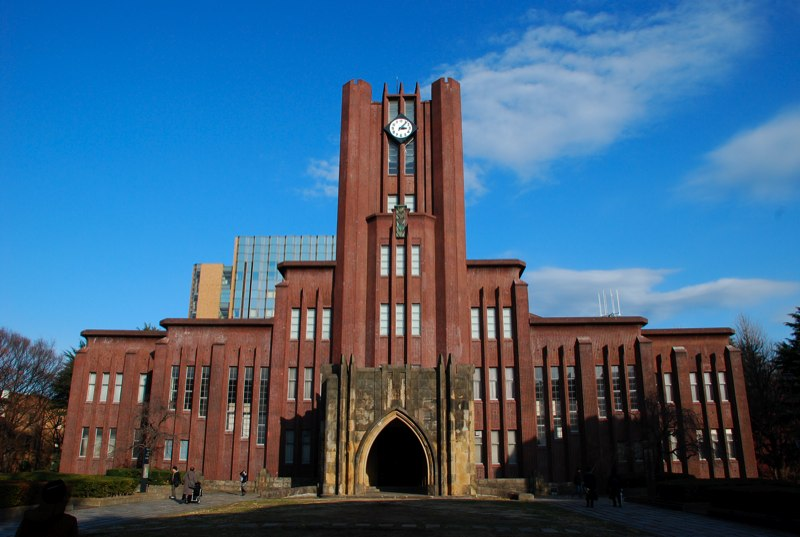
دانشگاه توکیو، تالار کنفرانس یاسودا

بر اساس آمار سال ۲۰۲۳ میلادی، به غیر از ۲۰ دانشگاه ملی و دولتی، توکیو شامل ۱۳۰ دانشگاه خصوصی و کالج‌های مختلف می‌باشد.
چند دانشگاه زیر نمونه‌ای از دانشگاه‌های معتبر توکیو هستند.
- دانشگاه توکیو در منطقهٔ بونکئوی توکیو واقع شده‌است. دانشگاه توکیو در سال ۱۸۷۷ میلادی تأسیس شده و قدیمی‌ترین دانشگاه عمومی ژاپن است. این دانشگاه دارای ده دانشکدهٔ حقوق، پزشکی، مهندسی، ادبیات، علم، کشاورزی، اقتصاد، هنر، آموزش و پرورش و داروسازی است. دانشگاه توکیو در ردهٔ نخست دانشگاه‌های معتبر در آسیا و در ردهٔ بیستم دانشگاه‌های معتبر در جهان قرار گرفته‌است.[۸۱] این دانشگاه هر ساله به‌طور متوسط در حدود ۳۰ هزار دانشجو دارد.[۸۲]
- دانشگاه واسدا در سال ۱۸۸۲ میلادی تأسیس شده‌است و قدیمی‌ترین دانشگاه خصوصی ژاپن به‌شمار می‌رود. در غرب توکیو و در منطقهٔ شینجوکو واقع شده‌است و دارای ۱۳ دانشکده می‌باشد. این دانشگاه به‌طور تقریبی در حدود ۵۰ هزار دانشجو دارد.
- انستیتوی تکنولوژی توکیو در سال ۱۹۲۹ میلادی تأسیس شده‌است و دارای ۳ دانشکده می‌باشد.
- دانشگاه کیئو در سال ۱۸۵۸ میلادی تأسیس شده‌است و دارای ۱۰ دانشکده می‌باشد.
- دانشگاه هیتوتسوباشی در سال ۱۸۷۵ میلادی تأسیس شده‌است و دارای ۴ دانشکدهٔ بازرگانی، اقتصاد، حقوق و جامعه‌شناسی می‌باشد. این دانشگاه به‌طور تقریبی حدود ۶ هزار دانشجو دارد.[۸۳]

### صنایع دستی سنتی
در حال حاضر ۴۲ مورد به عنوان صنایع دستی سنتی توکیو تعیین شده‌است. هنر برش شیشه ادو کیریکو‏، کیمونوی ادو کومون، زیورآلات ساخته شده با پوسته لاک‌پشت به نام «ادوبکّو» از این جمله هستند.

### خرده فرهنگ

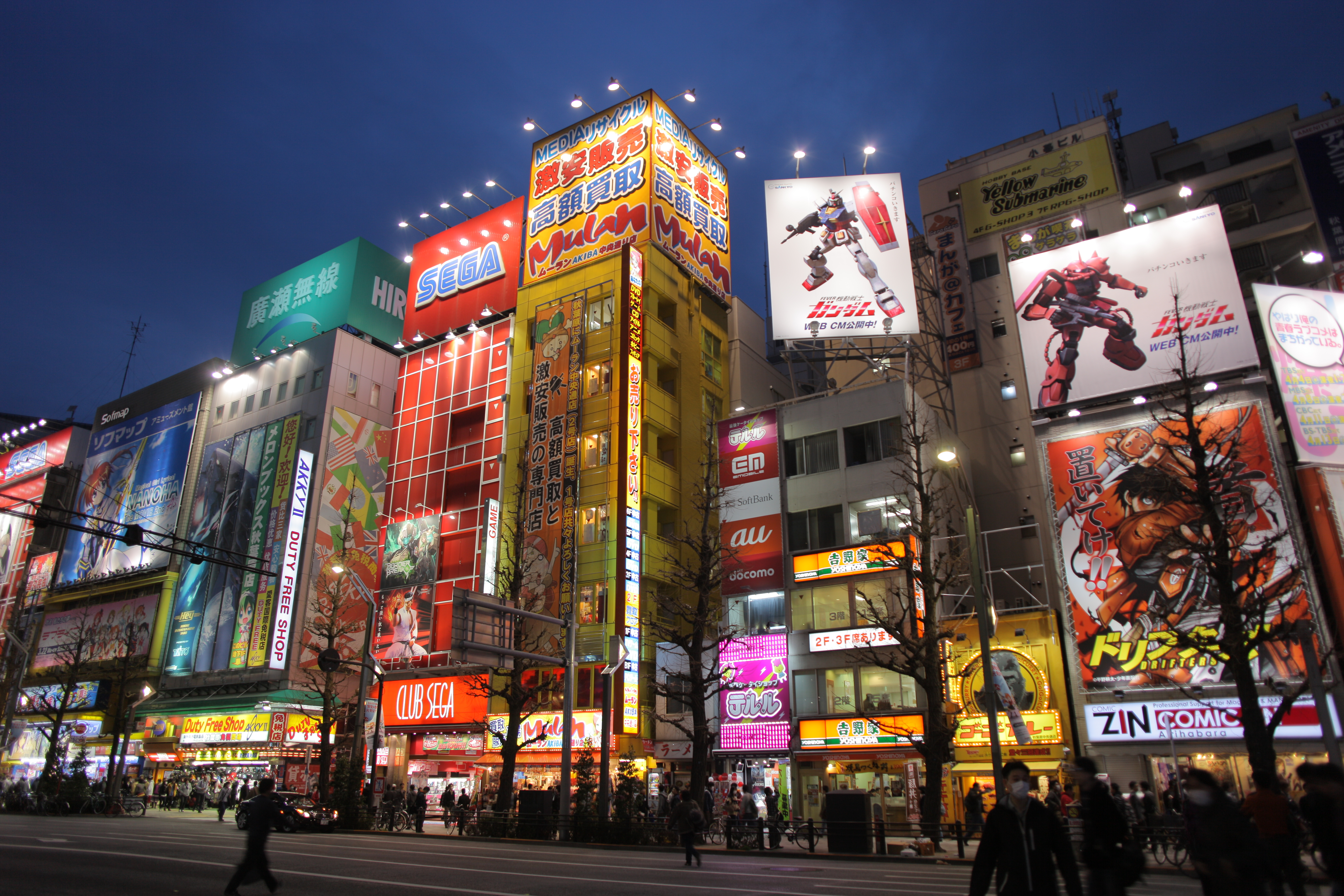
خیابان اصلی در آکیهابارا

فضای اجتماعی تساهل‌آمیز توکیو را به محیطی تبدیل می‌کند که امکان به وجود آمدن بسیاری از پدیده‌های فرهنگی در آن امکان‌پذیر است. منطقه آکیهابارا بین ایستگاه توکیو و ایستگاه اوئنو در اوایل دوران پس از جنگ به یک شهر الکترونیک تبدیل شد و هنوز هم مغازه‌های کوچک زیادی وجود دارند که قطعات الکترونیکی ویژه می‌فروشند. پس از دهه ۱۹۸۰، با محبوبیت کنسول بازی ویدئویی خانگی، آکیهابارا به مکانی مقدس برای دوستداران بازی و پس از آن به مرکز فرهنگ اوتاکو تبدیل شد. علاوه بر فروشگاه‌هایی که محصولات مرتبط با ای سی جی (خرده فرهنگ) (انیمه، مانگا و بازی ویدئویی) را در منطقه آکیهابارا می‌فروشند، فروشگاه‌های خدماتی زیادی برای اوتاکوها مانند کافه‌های خدمتکار نیز وجود دارد. مانند آکیهابارا، ایکه‌بوکورو و ناکانو نیز به خاطر فرهنگ اوتاکو معروف هستند. منطقه شیموکیتازاوا که به خاطر خرده فرهنگ موسیقی و تئاتر شهرت دارد، توسط مجله مسافرتی تایم اوت به عنوان دومین محله جالب در جهان انتخاب شد.

### فرهنگ عامه
توکیو به شهر اصلی بسیاری از فیلم‌های بزرگ نه تنها در سینمای ژاپن، بلکه در سینمای غرب نیز تبدیل شده‌است. یکی از معروف‌ترین آنها فیلم گودزیلا است که دارای مجموعه‌ای از ده‌ها فیلم است. برخی از این فیلم‌ها عبارتند از بیگانه (فیلم ۲۰۱۸)، سرگردان در توکیو، به خلأ وارد شو، بیل را بکش، سوناتای توکیو، گمشده در ترجمه،سگ ولگرد (فیلم ۱۹۴۹)، تشییع جنازه گل‌های رز، داستان توکیو، پدرخوانده‌های توکیو، مثل یک عاشق، شکوفه‌های گیلاس، دزدان فروشگاه، توکیو!، بهشت و دوزخ و تامپوپو.
نویسنده ژاپنی هاروکی موراکامی برخی از رمان‌های خود را در توکیو (از جمله جنگل نروژی) نوشته‌است و دو رمان اول دیوید میچل (شماره ۹ رؤیا و سایه‌نویس نوشته‌شده) این شهر را به تصویر می‌کشند. کارل رندال، نقاش معاصر بریتانیایی، ۱۰ سال به عنوان یک هنرمند در توکیو زندگی کرد و مجموعه‌ای از آثار را خلق کرد که خیابان‌های شلوغ و فضاهای عمومی شهر را به تصویر می‌کشید.

## ورزش

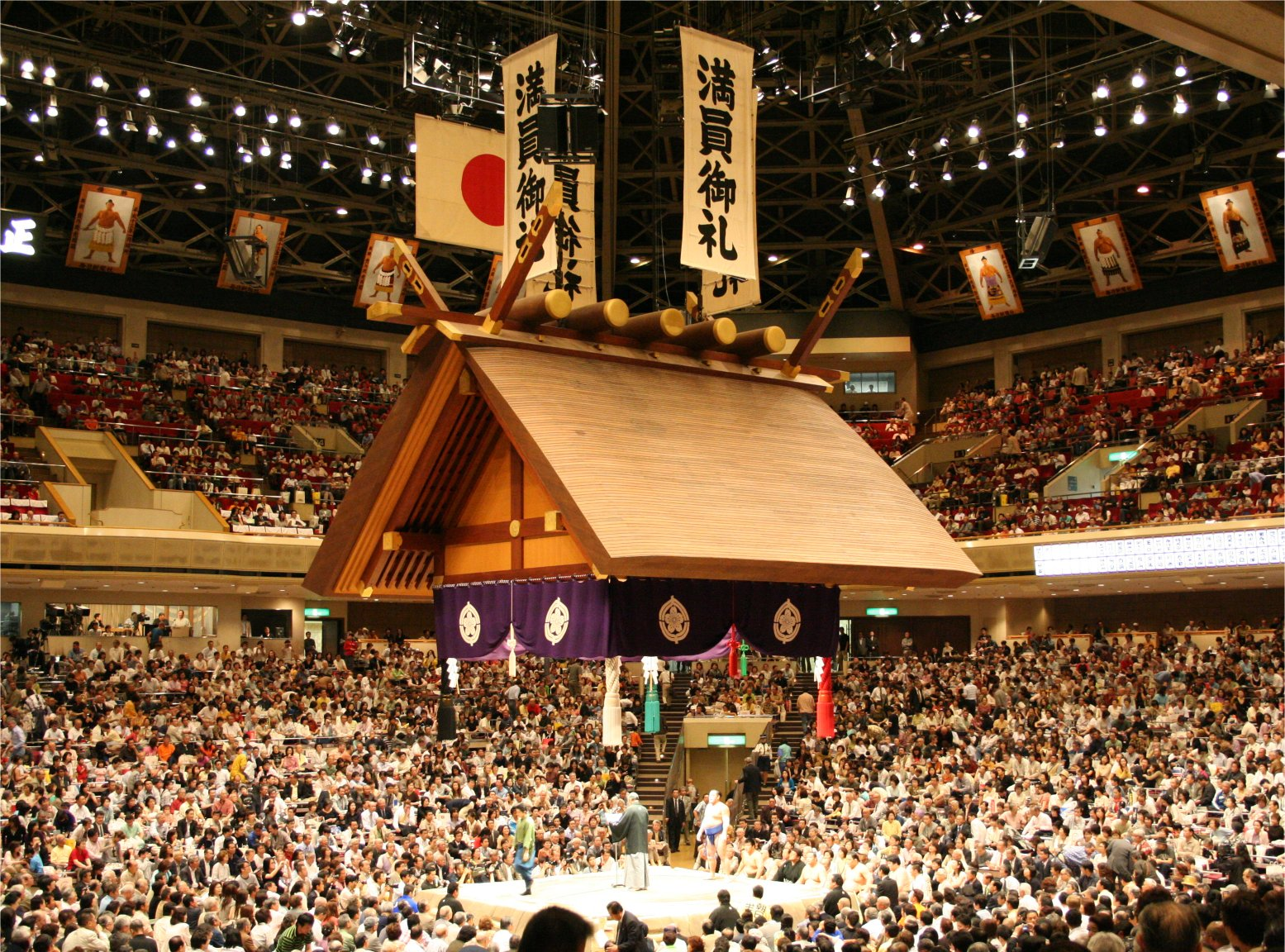
ریوگوکو کوکوگیکان

از سه ورزش سومو، بیس بال و فوتبال می‌توان به عنوان پر طرفدارترین ورزش‌ها در بین مردم ژاپن نام برد. مسابقات رسمی سومو هر ساله در سه نوبت و در ماه‌های ژانویه، مه و سپتامبر در ورزشگاه ریوگوکو کوکوگیکان که به سومو اختصاص دارد، برگزار می‌شود.
توکیو دو تیم حرفه‌ای بیس بال دارد. تیم بیسبال یومیوری جاینتس (به انگلیسی: Yomiuri Giants) که مسابقات خانگی آن در ورزشگاه توکیو دم انجام می‌شود و تیم بیسبال توکیو یاکولت سوواروز (به انگلیسی: Tokyo Yakult Swallows) که مسابقات خانگی آن در ورزشگاه میجی جینگو برگزار می‌شود.
دو باشگاه برتر فوتبال توکیو به نام‌های باشگاه اف. سی توکیو (به انگلیسی: F.C. Tokyo) و توکیو وردی (به انگلیسی: Tokyo Verdy) هر دو در ورزشگاه آجینوموتو واقع در چوفو بازی‌های خانگی خود را انجام می‌دهند.
یکی از رویدادهای مهم ورزشی شهر توکیو ماراتون است. روز برگزاری این رویداد هر ساله از طرف برگزارکنندگان اعلام می‌شود و طی آن حداکثر تا ۲۵٬۰۰۰ هزار نفر در بخش ماراتون اصلی به طول ۴۲ کیلومتر و ۵۰۰۰ نفر در طول مسیری به طول ۱۰ کیلومتر به رقابت می‌پردازند. این رقابت در سطح بین‌المللی انجام می‌شود و شرکت در آن برای همه آزاد است.

### المپیک ۲۰۲۰
توکیو به همراه شهرهای مادرید و استانبول نامزد میزبانی المپیک ۲۰۲۰ بودند که در نهایت پس از حذف اسپانیا در دور اول، در اوت ۲۰۱۳ توکیو با کسب ۶۰ رأی در مقابل ۳۶ رأی استانبول، میزبانی المپیک سال ۲۰۲۰ را بر عهده گرفت.
بازی‌های المپیک تابستانی ۲۰۲۰ در ابتدا قرار بود از ۲۴ ژوئیه تا ۹ اوت ۲۰۲۰ برگزار شود، اما در مارس ۲۰۲۰ به دلیل دنیاگیری کووید-۱۹ به تعویق افتاد سرانجام این بازی‌ها بدون تماشاچی برای سال ۲۰۲۱ برنامه‌ریزی مجدد شد.

## اقتصاد
توکیو پس از نیویورک دومین شهر ثروتمند جهان است. معدن و تولید کمتر از نیمی از میانگین ژاپن در اقتصاد توکیو را تشکیل می‌دهد، در حالی که موقعیت‌های عمده‌فروشی و خرده‌فروشی، اطلاعات و ارتباطات، بیمه مالی و خدمات تخصصی در اقتصاد توکیو به‌طور قابل توجهی بالاتر از میانگین ژاپن است. در سال ۲۰۲۰ در میان فورچون جهانی ۵۰۰، توکیو در میان برترین‌های جهان قرار دارد. از پانصد شرکت برتر جهان، دفتر مرکزی ۳۸ شرکت در توکیو واقع بودند که تقریباً دوبرابر تعداد شرکت‌ها در شهر بعدی یعنی پاریس می‌باشد. بورس اوراق بهادار توکیو با نام «توشو» نیز شناخته می‌شود، در سال ۲۰۲۲ از نظر سرمایه ششمین مقام را در بین بورس اوراق بهادار جهان داراست. توشو بیش از ۳۵۰۰ شرکت فهرست شده دارد که ارزش بازار تجمعی آنها بیش از ۵٫۶۷ تریلیون دلار است.
منطقه کلان‌شهری توکیو از نظر تولید ناخالص داخلی در رتبه اول جهان قرار دارد و نیم قرن است که جایگاه اول را به خود اختصاص داده‌است. نیویورک در جایگاه دوم قرار دارد.
| ترتیب | منطقه شهری             | کشور                | GDP (میلیارد دلار آمریکا) |
| ----- | ---------------------- | ------------------- | ------------------------- |
| ۱     | منطقه کلان‌شهری توکیو   | ژاپن                | ۲٬۲۰۵                     |
| ۲     | منطقه کلان‌شهری نیویورک | ایالات متحده آمریکا | ۱٬۸۷۴                     |
| ۳     | لس آنجلس بزرگ          | ایالات متحده آمریکا | ۱٬۱۳۳                     |

### صنعت
توکیو نقش مرکز صنعتی پیشرو در کشور را به دارد. این منطقه دارای یک پایگاه تولیدی بسیار متنوع است. صنایع سنگین - مانند فلزات، مواد شیمیایی، ماشین آلات، تجهیزات حمل و نقل و پالایش نفت - در چیبا، کاواساکی و یوکوهاما متمرکز شده‌اند. توکیو به شدت به سمت صنعت سبک تمایل دارد. به عنوان مثال، بیشتر کتاب‌های ژاپن و بسیاری از تجهیزات الکترونیکی در آنجا تولید می‌شوند.

### بازرگانی و مالی
نزدیکی به ادارات دولتی دلیل مهمی برای نگه داشتن یک دفتر در توکیو است حتی شرکت‌هایی که کارخانه‌هایی در جاهای دیگر دارند، دفاتر بزرگی در توکیو دارند و محل مناسب برای داشتن دفتر مارونوئوچی است. نیهون‌باشی، مقر اصلی مراکز تجاری و مالی است. بانک ژاپن و بورس اوراق بهادار توکیو، دو مؤسسه مالی مهم ژاپن، در آنجا قرار دارند.

### کشاورزی
در سال ۲۰۱۳ سطح زمین زیر کشت توکیو ۷۴۰۰ هکتار است که معادل ۳٫۴ درصد از کل مساحت توکیو است. تا سال ۲۰۱۵ در توکیو ۱۱۲۲۴ خانوار مزرعه دار وجود دارد و جمعیت فعال کشاورزان تجاری ۱۰۹۸۳ نفر است. از این تعداد بیش از ۵۰ درصد افراد بالای ۶۵ سال هستند. سبزیجات حدود ۶۰ درصد از کشاورزی توکیو را تشکیل می‌دهند. ترب سفید (۱۱۰۰۰ تن؛ ۰٫۸ درصد سهم) و کلم برگ (۱۰۰۰۰ تن؛ ۰٫۷ درصد سهم) و کوماتسونا ۸۶۰۰ تن بالاترین میزان تولید را در بین سبزیجات دارد. سبزیجاتی نیز وجود دارد که توکیو بیشترین سهم برداشت را در ژاپن دارد، مانند شابانک که ۴۴ تن (۲۳ درصد) از ۱۹۴ تن محصول کشور، در توکیو برداشت می‌شود.

### بازار مسکن و مستغلات
قبل از اینکه ژاپن وارد رکود اقتصادی طولانی مدت خود شود. قیمت زمین در آن زمان آنقدر بالا بود که ارزش قصر امپراتوری توکیو از تمام زمین‌های کالیفرنیا بیشتر بود. قیمت آپارتمان در پی ترکیدن حباب اقتصادی سقوط کرد و تنها در پنج سال بیش از یک سوم از ارزش خود را از دست داد و تا دو دهه بعد تا حد زیادی ثابت ماند اما در سال‌های پس از روی کار آمدن شینزو آبه، نخست‌وزیر وقت ژاپن در سال ۲۰۱۲، قیمت‌های جدید آپارتمان‌ها رو به افزایش یافت. در سال ۲۰۲۱ قیمت آپارتمان‌های نوساز در توکیو رکورد ۳۰ ساله را شکست، زیرا افزایش تقاضا از سوی خانوارهای که دارای درآمد دوگانه زن و شوهر هستند و افزایش هزینه‌های ساخت و ساز باعث تقویت بازار مسکن پایتخت شده‌است. میانگین قیمت آپارتمان‌های جدید در پایتخت ژاپن و مناطق اطراف آن در سال ۲۰۲۰ به ۶۲٫۶ میلیون ین (۵۵۰۰۰۰ دلار) رسید و بالاتر از ۶۱٫۲ میلیون ین در سال ۱۹۹۰ در اوج حباب اقتصادی قرار گرفت. افزایش اخیر همچنین به دلیل کمبود اخیر عرضه، تقاضا از سوی خریداران خارجی - به ویژه از چین - و همچنین علاقه بیشتر به محل زندگی بهتر بوده‌است زیرا متخصصان شاغل به دلیل دورکاری زمان بیشتری را در خانه سپری می‌کنند.

## ترابری
توکیو دارای فرودگاه‌های داخلی و بین‌المللی و همچنین راه‌های جاده‌ای و ریلی بسیار مجهزی می‌باشد. حمل و نقل عمومی در توکیو بسیار پاکیزه و کارآمد است. قطارها و متروی توکیو به عنوان اصلی‌ترین بخش حمل و نقل عمومی فعالیت می‌کنند و در کنار این دو، اتوبوس، مونوریل و واگن برقی به عنوان مکمل فعالیت دارند.

### فرودگاه‌ها

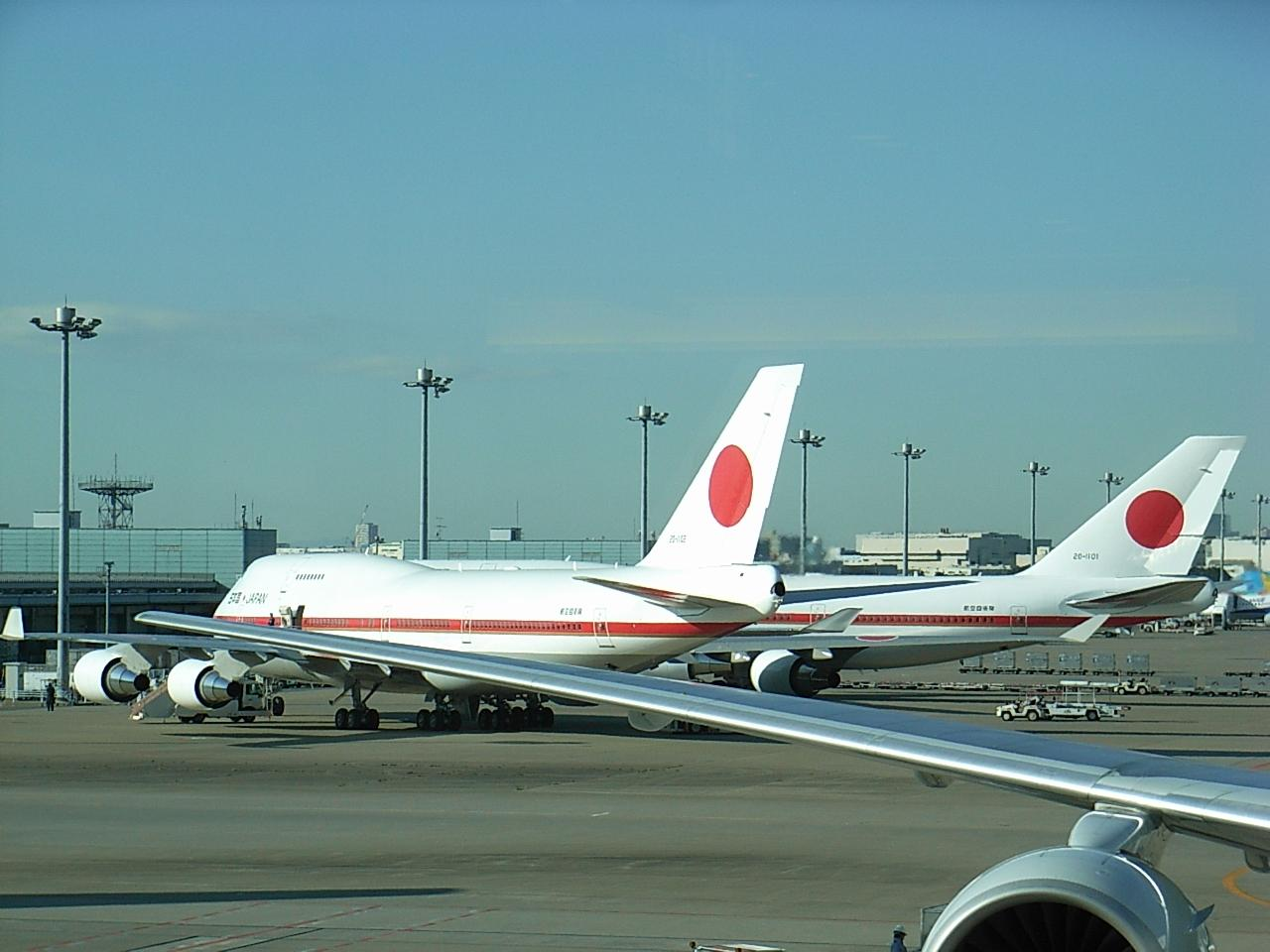
فرودگاه بین‌المللی هانه‌دا.

توکیو دارای یک فرودگاه بین‌المللی به نام فرودگاه بین‌المللی توکیو و ۶ فرودگاه داخلی می‌باشد. پروازهای فرودگاه‌های داخلی توکیو مابین توکیو و چند جزیره از جزایر ایزو انجام می‌گیرد. فرودگاه‌های داخلی توکیو در منطقهٔ چوفو در توکیو و جزایر ایزو اوشیما، میاکه جیما، هاچیجوجیما، نی‌ایجیما و کوزوشیما قرار دارند.
فرودگاه بین‌المللی توکیو که بیشتر با نام فرودگاه بین‌المللی هانه‌دا شناخته می‌شود، در جنوب منطقهٔ اوتا واقع شده و بزرگ‌ترین فرودگاه ژاپن می‌باشد. نقش اصلی این فرودگاه، جابه‌جایی مسافران داخلی ژاپن است. به علت نزدیکی به مناطق ویژه توکیو پروازهای ویژه مسئولان دولتی ژاپن و سران و مسئولان دیگر کشورها، از این فرودگاه انجام می‌پذیرد. از اکتبر سال
۲۰۱۰ میلادی ترمینال جدید بین‌المللی در این فرودگاه آغاز به‌کار کرده‌است و پروازهای خارجی این فرودگاه رو به افزایش است. در سال ۲۰۲۳ فرودگاه بین‌المللی هانه‌دا مقام دوم را به عنوان بهترین فرودگاه‌های آسیا و رتبه سوم بهترین فرودگاه‌های جهان را کسب کرد. در رده تمیزترین فرودگاه‌های جهان، هانه‌دا برای دهمین بار و هشتمین سال متوالی رتبه اول را کسب کرد، در حالی که در رده بهترین فرودگاه‌های داخلی جهان، برای یازدهمین سال متوالی رتبه اول را کسب کرد.
در حال حاضر بیشتر پروازهای بین‌المللی در ژاپن در فرودگاه بین‌المللی ناریتا واقع در استان چیبا انجام می‌شود. اکنون فاصلهٔ بین فرودگاه بین‌المللی ناریتا تا ایستگاه توکیو که در مرکز توکیو قرار دارد با قطارهای تندرو با زمانی حدود یکساعت پیموده می‌شود.

### راه‌آهن
خط یامانوته وابسته به جی‌آر به صورت یک دایره در قلب توکیو قرار گرفته و ایستگاه‌های اصلی و مهم توکیو را به یکدیگر متصل می‌کند. ایستگاه‌های توکیو، اوئنو، شیناگاوا، شیبویا، شینجوکو و ایکه‌بوکورو ایستگاه‌های ترمینال توکیو هستند. ایستگاه توکیو در مرکز توکیو قرار گرفته و به عنوان ایستگاه مرکزی شبکهٔ راه‌آهن ژاپن شمرده می‌شود. ایستگاه توکیو مبدأ خطوط شینکانسن است. این قطارهای تندرو فاصلهٔ بین توکیو تا شهرهای دیگر ژاپن را بسیار سریع طی می‌کنند. ایستگاه شینجوکو بالاترین تعداد مسافر روزانه را نه تنها در ژاپن بلکه در بین تمامی کشورهای جهان داراست. رتبهٔ دوم تعداد مسافران روزانه در جهان از آن ایستگاه ایکه‌بوکورو می‌باشد.
دو کارت اعتباری، سوئیکا و پاسمو تسهیلاتی هستند که جهت آسان شدن محاسبهٔ هزینهٔ سوار شدن به قطارها و اتوبوس‌های توکیو به وجود آمده‌اند. تهیهٔ این دو کارت به‌آسانی توسط دستگاه‌های اتوماتیک خرید بلیت انجام می‌شود و هنگام خرید نیاز به ارائهٔ هیچ مدرکی نیست.

### آزادراه‌ها

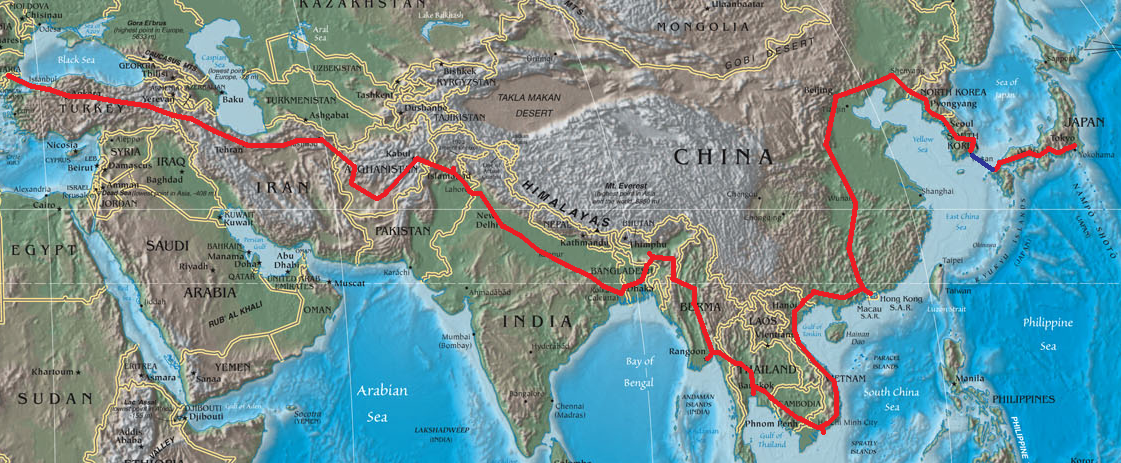
بزرگراه شماره ۱ آسیا.

در مرکز توکیو دو آزادراه کمربندی به نام‌های آزادراه کمربندی توشین با علامت اختصاری C1 و آزادراه کمربندی چوئو با علامت اختصاری C2وجود دارند که مهم‌ترین آزادراه‌های توکیو به‌شمار می‌آیند. آزادراه کمربندی توشین سرآغاز بزرگراه شماره ۱ آسیا شمرده می‌شود. این بزرگراه با نام اختصاری AH-1 پس از گذشتن از چندین کشور آسیایی سرانجام از ایران و ترکیه گذشته و در مرز ترکیه و بلغارستان خاتمه می‌یابد.

### اتوبوس
اتوبوس‌ها در توکیو توسط شرکت‌های شهری و خصوصی اداره می‌شوند. در بخش‌های توکیو، اتوبوس توئی که توسط اداره حمل‌ونقل شهری توکیو اداره می‌شود، طیف وسیعی از مسیرهای اتوبوس را دارد. اکثر شرکت‌های خصوصی وابسته به خطوط راه‌آهن خصوصی بزرگ هستند، اما شرکت‌های مستقلی نیز وجود دارند. این اتوبوس‌های مسیر ثابت دارای یک سیستم نرخ ثابت هستند که هر چقدر در ۲۳ بخش ویژه پیش بروید تغییر نمی‌کند. کرایه شهری برای بزرگسالان ۲۱۰ ین است. در داخل توکیو مسافران از در جلو سوار اتوبوس می‌شوند و ابتدا کرایه را می‌پردازند.
از توکیو، می‌توان با اتوبوس‌های سریع‌السیر به جاهای دیگر ژاپن به جز هوکایدو و اوکیناوا مسافرت کرد. در سال ۲۰۱۶، باستا شینجوکو بزرگ‌ترین پایانه مسافربری ژاپن، در خروجی جنوبی ایستگاه شینجوکو افتتاح شد. در سال اول، میانگین تعداد مسافر در روز ۲۸۰۰۰ نفر و میانگین تعداد حرکت اتوبوس‌های سریع‌السیر به خارج از توکیو در روز حدود ۱۴۷۰ بود.

### مترو

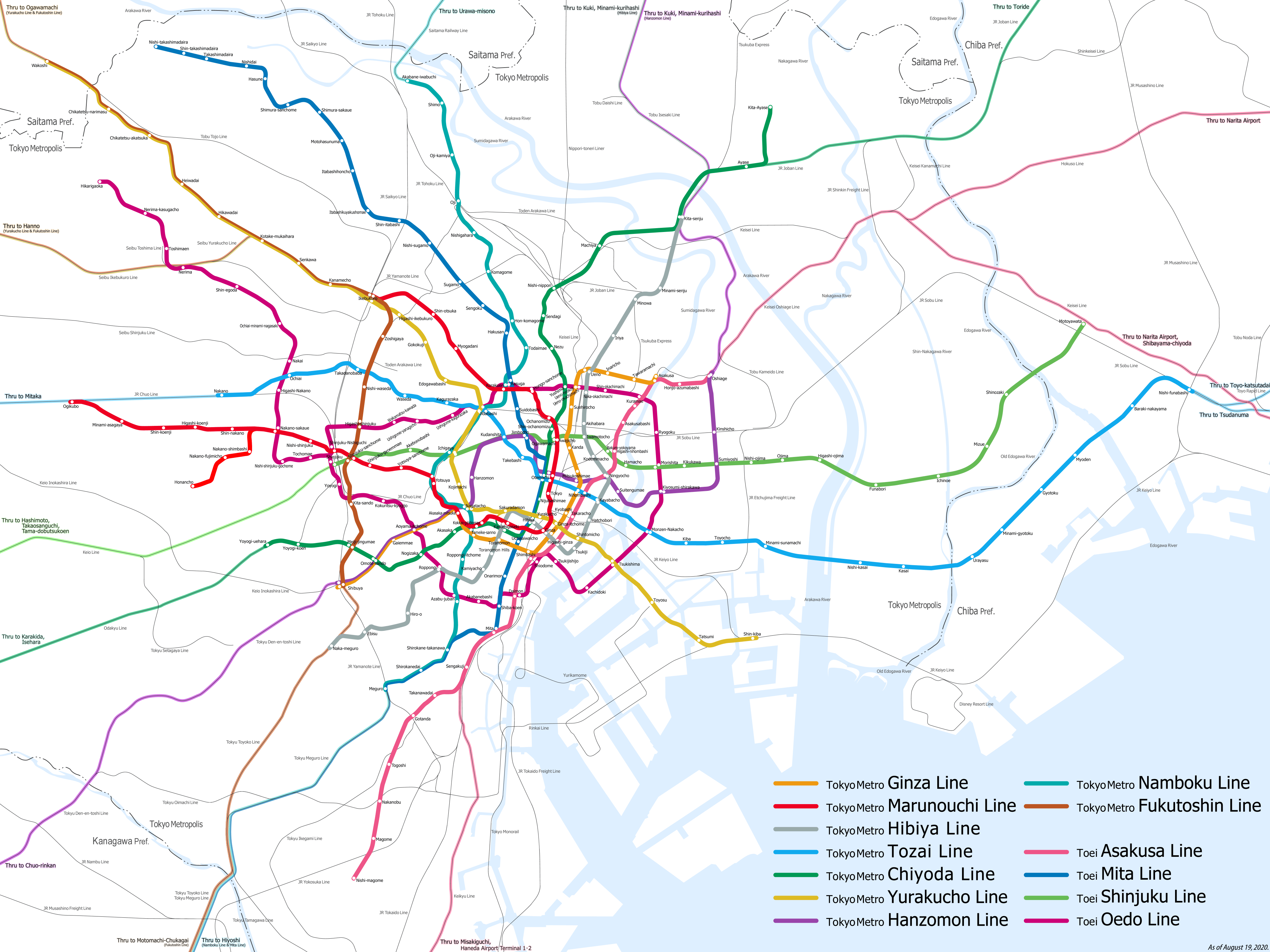
نقشه، خطوط ۹ گانهٔ متروی توکیو و خطوط ۴ گانهٔ متروی توئی را نشان می‌دهد. برای بهتر دیدن تصویر بر روی آن کلیک کنید.

مترو در توکیو از شرکت متروی توکیو و متروی توئی تشکیل شده‌است:
- متروی توکیو در سال ۱۹۲۷ تأسیس شده و در سال ۲۰۲۰ دارای ۹ خط و ۱۸۰ ایستگاه و مسیری به طول ۱۹۵٫۰ کیلومتر (۱۲۱٫۲ مایل) می‌باشد.[۱۲۰]
- متروی توئی – توسط اداره حمل و نقل توکیو اداره می‌شود و ۱۰۶ ایستگاه در چهار خط و مسیری به طول ۱۰۹٫۰ کیلومتر (۶۷٫۷ مایل) دارد.[۱۲۱]

علاوه بر این خطوط ریلی دیگری نیز وجود دارد که به‌طور رسمی به عنوان مترو تعیین نشده‌اند: مانند خط رینکای (نزدیک به ۱۰ کیلومتر از ۱۲٫۲ کیلومتر مسیر را از زیر زمین می‌رود)، خط راه‌آهن سریع تویو، خط راه‌آهن سریع سایتاما که بخشی از مسیر خود را از زیرزمین طی می‌کنند.
متروی یوکوهاما و خط میناتومیرای نیز در منطقه بزرگ توکیو فعالیت می‌کنند، اما مستقیماً به شبکه متروی توکیو متصل نیستند. متروی یوکوهاما دارای دو خط به نام خط آبی (یوکوهاما) و خط سبز (یوکوهاما) است.

### حمل‌ونقل آبی
در دوره ادو، مرکز ادو با شبکهٔ کانال‌های آبی طور متراکم پوشیده شده بود و حمل و نقل آبی نقش فوق‌العاده مهمی در حمل و نقل و تدارکات ادو داشت. با این حال، پس از قرن بیستم، به دلیل پیشرفت شهرنشینی، شبکه آبراه در مرکز توکیو به سرعت کاهش یافت و تعداد زیادی از آبراه‌ها برای ساخت جاده پر شدند.در حال حاضر، حمل و نقل اصلی آبی در توکیو مسیری است که سرزمین اصلی را با جزایر ایزو و جزایر اوگاساوارا متصل می‌کند.
ترمینال کروز بین‌المللی توکیو در سال ۲۰۲۰ افتتاح شد و یک مرکز برای سفر در ژاپن و دروازه‌ای برای بازدیدکنندگان از سراسر جهان است. این ترمینال با ساختمانی ۴ طبقه با مساحت زیربنای وسیع تقریباً ۱۹٫۰۰۰ متر مربع بنا شده که می‌تواند حتی بزرگ‌ترین کشتی‌های تفریحی جهان را در خود جای دهد.

## جاذبه‌های گردشگری

### مکان‌های دیدنی

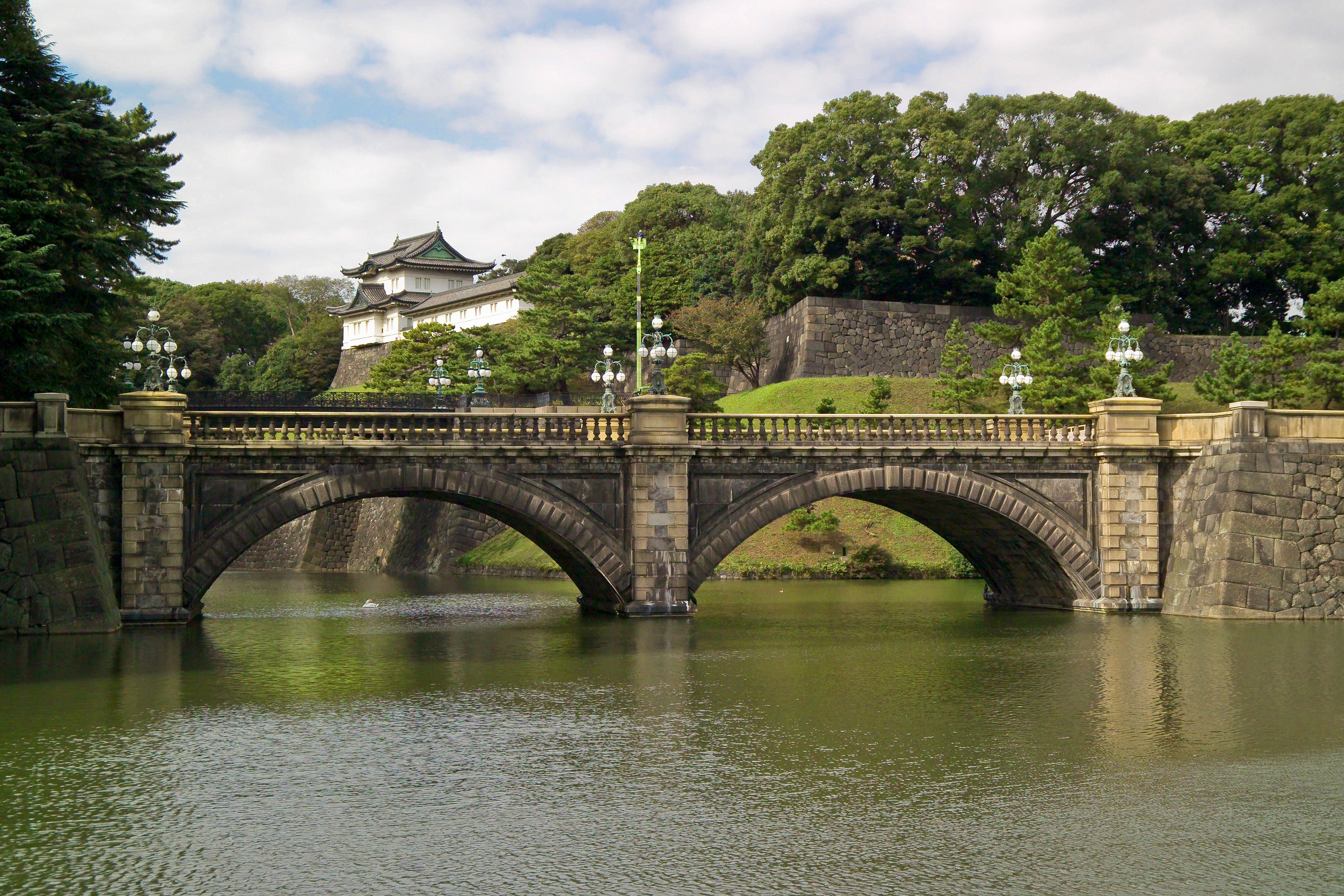
کاخ امپراتوری توکیو و قسمتی از خندق اطراف آن

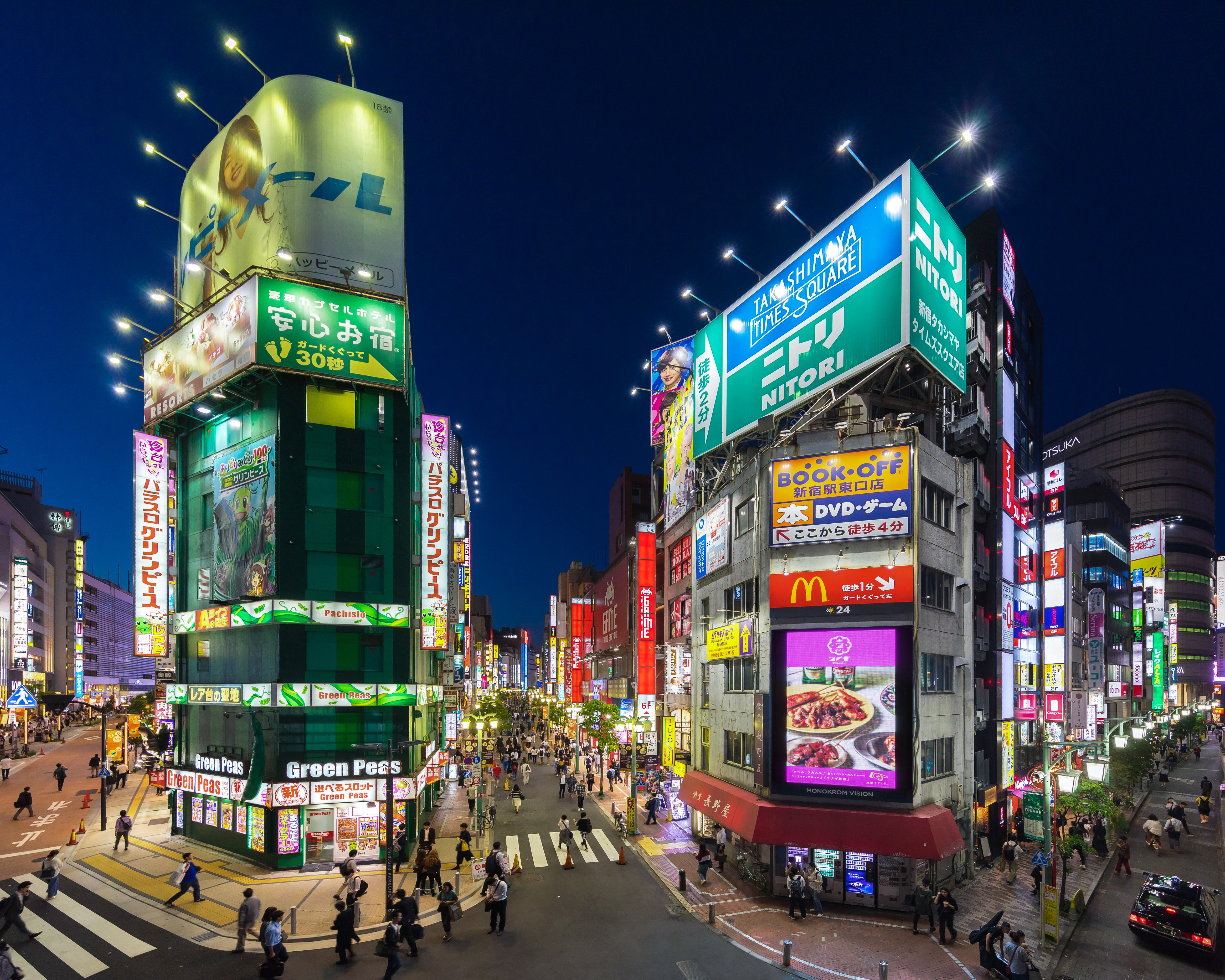
نگاره‌ای از منطقهٔ شینجوکو-کو، توکیو در ساعات آبی.

- کاخ امپراتوری توکیو یا کُوکیو قصر و قلعه‌ای است که در منطقهٔ چیودا واقع شده‌است و در حدود ۱۵ دقیقه پیاده تا ایستگاه توکیو فاصله دارد. قسمت شرقی کاخ از سال ۱۹۶۸ میلادی تبدیل به پارکی به نام پارک کوکیو هیگاشی شده‌است. در قسمت‌هایی ازخندق چیدوریگافوچی در اطراف کاخ امکان قایقرانی برای گردشگران وجود دارد.[۱۲۸]
- پارک شینجوکو گیوئن در منطقهٔ شینجوکو واقع شده و ۵۸٫۳ هکتار مساحت دارد. پارک شینجوکو گیوئن دارای ۱۵۰۰ درخت برای دیدن ساکورا یا شکوفهٔ گیلاس است و یکی از پارک‌های معروف توکیو جهت دیدن ساکورا هنگام جشن شکوفه‌های گیلاس به‌شمار می‌رود. در قسمت‌های مختلف این پارک بزرگ، پارک‌هایی به شکل پارک‌های انگلیسی، فرانسوی و ژاپنی طراحی شده‌اند.[۱۲۹]
- اودایبا به داشتن مناظر زیبای شبانه شهرت دارد. پل زیبای رینبو بریج، سه مرکز خرید ونوس فورت، دسک توکیو بیچ، آکواسیتی اودایبا، پارک‌هایی مانند پارک ساحلی اودایبا، پارک شیئوکازه، پارک دایبا و حمام آب معدنی اوادو-اونسن-منوگاتاری نمونه‌هایی از جاهای دیدنی اودایبا هستند.[۱۳۰]
- معبد سنسوجی در قرن هفتم میلادی ساخته شده و قدیمی‌ترین معبد در توکیو است. این معبد در کنار رود سومیدا و در آساکوسا واقع شده‌است و پربازدیدترین معبد در سراسر ژاپن به‌شمار می‌رود. به‌طور میانگین سالانه حدود ۳۰ میلیون نفر از این معبد دیدن می‌کنند. در دو طرف مسیر پیاده‌روی داخل معبد حدود ۸۹ مغازه که عمدتاً سوغات‌فروش هستند، جای گرفته‌اند.[۱۳۱]

### گردشگری در طبیعت
- کوه تاکائو یکی از مراکز گردشگری معروف در منطقهٔ تامای توکیو است و در قسمت جنوب غربی هاچی‌اوجی قرار دارد.[۱۳۲] معبد تاکائوسان–یاکوئواین در نزدیکی قلهٔ این کوه واقع شده‌است. هر ساله به‌طور متوسط در حدود ۲٫۶ میلیون نفر در تمام گروه‌های سنی از تاکائو بازدید می‌کنند. بنابر آمار، قلهٔ کوه تاکائو رتبهٔ نخست را از نظر تعداد صعودکنندگان در بین تمامی کوه‌های جهان داراست.[۱۳۳] در کتاب راهنمای میشلن این کوه تنها کوهی در توکیوست که با سه ستاره مشخص شده‌است.[۱۳۴]
- کوه میتاکه در منطقه اومه قرار دارد. این کوه به‌خاطر داشتن معبد موساشی‌میتاکه بازدیدکنندگان زیادی دارد. درصورتی‌که مسیر از ایستگاه قطار میتاکه آغاز شود، امکان استفاده از قطار کابلی تا معبد وجود دارد.[۱۳۵]
- کوه جینبا در منطقهٔ هاچی‌اوجی واقع شده‌است. سمبل این کوه مجسمهٔ اسب سفید و بزرگی است که در مرکز محوطهٔ باز و وسیع قلهٔ کوه جینبا نصب شده‌است. این کوه به‌خاطر چشم‌اندازهای زیبایی که از قله دیده می‌شود، بین کوهنوردان محبوبیت دارد.[۱۳۶]

### باغ‌ها و پارک‌ها

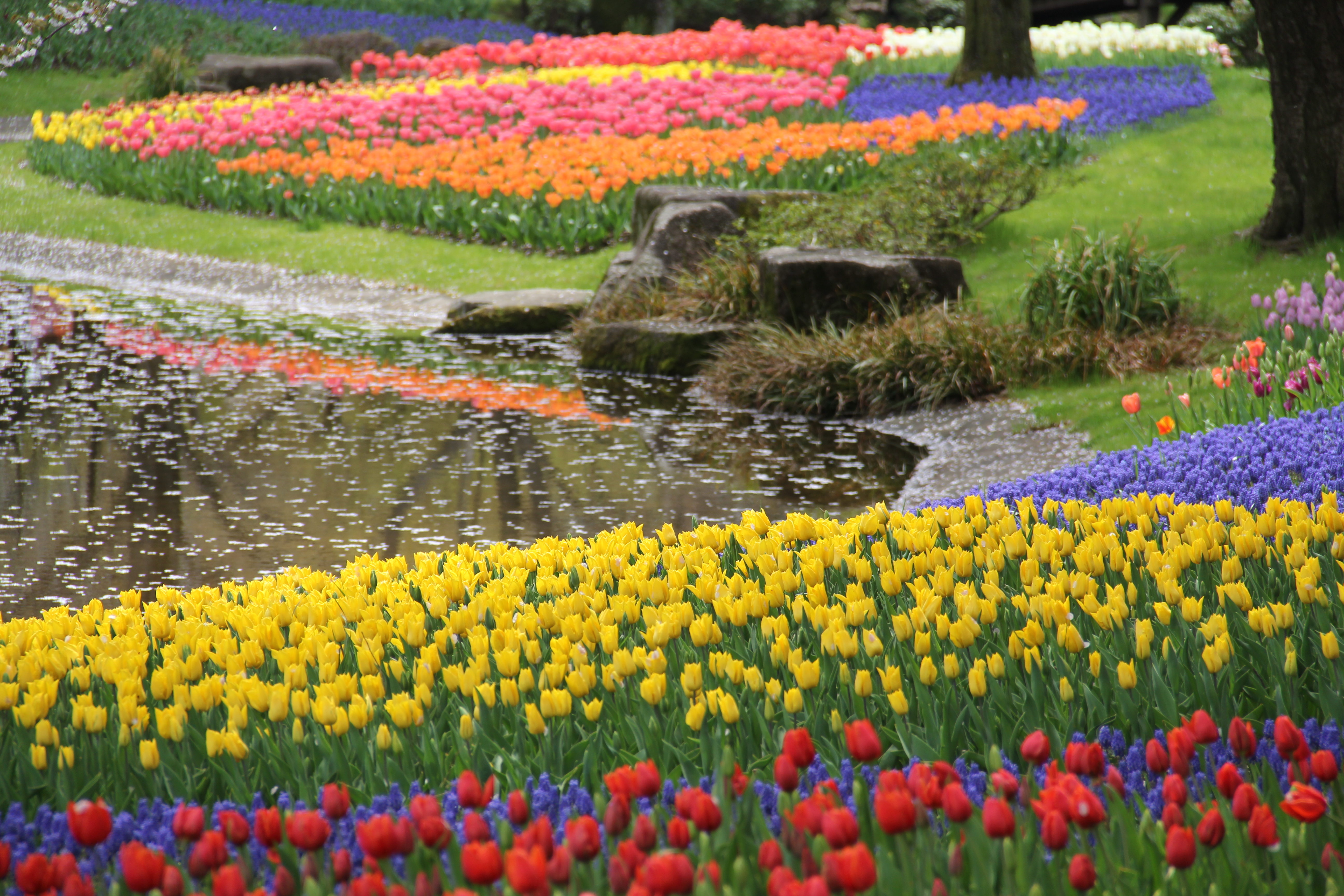
پارک یادبود شووا

- پارک یادبود شووا با مساحت ۱۴۸ هکتار بزرگ‌ترین پارک توکیو است و در منطقه تاما قرار دارد.[۱۳۷]

از نظر بزرگی به ترتیب پارک میزوموتو با مساحت ۸۱ هکتار، پارک کاسای‌رینکای با مساحت ۷۹ هکتار، پارک هیکاریگائوکا با مساحت ۶۰ هکتار، پارک شینجوکو گیوئن با مساحت ۵۸ هکتار و پارک یویوگی با مساحت ۵۴ هکتار بزرگ‌ترین پارک‌های مناطق ویژه توکیو محسوب می‌شوند.

### موزه‌ها
در توکیو جمعاً ۲۶۵ موزه و نمایشگاه آثار هنری کوچک و بزرگ وجود دارد. موزهٔ ملی توکیو در داخل پارک اوئنو جای دارد و قدیمی‌ترین و بزرگ‌ترین موزهٔ کشور است. اکنون تعداد اشیای باارزش جمع‌آوری شده در موزه ملی توکیو از ۱۱۰ هزار قطعه فراتر رفته‌است. همچنین موزهٔ ملی هنر غرب و موزهٔ ملی طبیعت و علم نیز در اوئنو می‌باشند. مرکز ملی هنر توکیو در چیودا واقع شده‌است. موزهٔ ادو-توکیو در کنار ورزشگاه ریوگوکو کوکوگیکان قرار دارد و به تاریخ توکیو اختصاص دارد. موزهٔ جیبلی در داخل پارک اینوکاشیرا قرار گرفته و به انیمیشن اختصاص دارد. موزهٔ اورینتال و مرکز فرهنگ خاورمیانه در ژاپن موزه‌هایی هستند که در آن‌ها اشیایی مربوط به تاریخ ایران باستان به نمایش گذاشته شده‌است.

## جشن‌ها

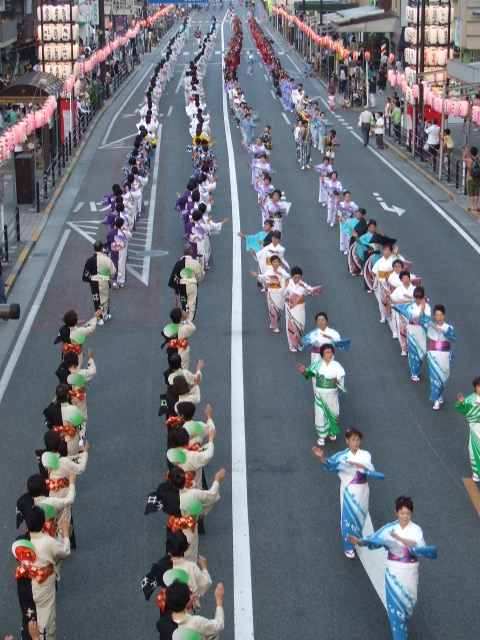
جشن هاچی‌اوجی

توکیو جشنواره‌های هنری، ورزشی و تفریحی متعددی دارد. جشنوارهٔ فیلم توکیو که بزرگ‌ترین رویداد سینمایی ژاپن به‌شمار می‌رود، معمولاً در ماه اکتبر و در دو منطقهٔ روپونگی و شیبویای توکیو برگزار می‌شود. جایزه بزرگ این جشنواره به نام ساکورا به بهترین فیلم بخش مسابقه اهدا می‌شود. جشنواره فیلم توکیو توسط بنیاد توسعه بین‌المللی سینمای ژاپن با همکاری و پشتیبانی دولت ژاپن برگزار می‌شود.
جشن کاندا، جشن سانئو، جشن فوکاگاوا سه جشن بزرگ ادو نامیده می‌شوند. جشن سانجا نیز از جشن‌های معروف است که هر ساله در ماه مه به مدت سه روز در معبد آساکوسا برگزار می‌شود.
زمان شکوفایی شکوفه‌های گیلاس یا ساکورا، هنگام برگزاری جشن هانامی یا دیدن شکوفه‌هاست. پارک شینجوکو گیوئن با داشتن ۶۵ گونهٔ مختلف درخت ساکورا، پارک اوئنو، پارک سومیدا، پارک اینوکاشیرا و پارک کوگانه‌ای پارک‌های برگزیدهٔ توکیو برای دیدن ساکورا هستند.
آتش بازی رود سومیدا یکی از بزرگ‌ترین آتش بازی‌های پایتخت ژاپن است. این آتش‌بازی هر ساله در آخرین شنبهٔ ماه ژوئیه بر روی رود سومیدا برگزار می‌شود و در حدود یک میلیون نفر بازدیدکننده را جذب می‌کند. آتش بازی رود سومیدا در کنار آتش بازی خلیج توکیو و آتش بازی جینگوگایئن بزرگ‌ترین آتش بازی‌های توکیو محسوب می‌شوند.

## نمادهای شهر
اولین نماد شهر توکیو، در دسامبر ۱۸۸۹ به تصویب رسید. ظاهر آن به این معنی است که خورشید شش پرتو نور ساطع می‌کند و نماد این است که توکیو به عنوان «پایتخت و مرکز ژاپن» است. منظور از نشان، آرزوی توسعه توکیو است. این نماد در پرچم کلانشهر توکیو بر روی زمینه بنفش رنگ قرار دارد. طرح پرچم توکیو در سال ۱۹۶۴، درست قبل از افتتاحیه المپیک توکیو (هجدهمین بازی تابستانی) به تصویب رسید.
کمیته انتخاب علامت دولت متروپولیتن توکیو؛ علامت نماد توکیو در ۱ ژوئن ۱۹۸۹ معرفی کرد. این علامت نماد از سه قوس تشکیل شده‌است که حرف ابتدایی "T" توکیو در مرکز آن پنهان شده‌است و رنگ اصلی آن سبز روشن است. این نماد بیانگر پویایی، رفاه، غنا و آسایش توکیو در آینده است.
گل توکیو ساکورای سومی-یوشینو است که توسط کمیته انتخاب گل توکیو در ژوئن ۱۹۸۴ انتخاب شد.
درخت توکیو کهن‌دار است که در ۱۴ نوامبر ۱۹۶۶ به عنوان درخت شهر معرفی شد. این گیاه به دلیل مقاوم بودن در برابر آلودگی و آتش، به عنوان درخت خیابانی نیز استفاده می‌شود.
پرنده توکیو کاکایی سرسیاه کوچک است. این پرنده از قدیم الایام موضوع شعر و نقاشی بوده و معمولاً به نام «میاکودوری» (پرنده پایتخت) شناخته می‌شوند.

## نمای شهری
معماری توکیو تا حد زیادی توسط تاریخ توکیو شکل گرفته‌است. در قرن اخیر، توکیو دو بار به‌طور کامل ویران شده‌است. نخست در سال ۱۹۲۳ میلادی و در پی زمین‌لرزهٔ بزرگ کانتو و پس از آن در جریان بمباران‌های گسترده طی جنگ جهانی دوم. به همین سبب چشم‌انداز کنونی شهر توکیو بسیار مدرن و معاصر است و بناهای تاریخی و کهنه بسیار کمیاب هستند. معماری توکیو دارای بسیاری از اشکال ساختمانی معروف بین‌المللی مدرن است مانند توکیو اینترنشنال فورم، ساختمان آبجوی آساهی، برج مد گاکوئن کوکون، ساختمان ان‌تی‌تی دوکومو یویوگی و پل رنگین‌کمان. توکیو دارای دو برج متمایز است: برج توکیو و توکیو اسکای‌تری که برج دوم بلندترین برج در ژاپن و جهان و دومین سازه بلند جهان پس از برج خلیفه در دبی است. در ژوئن سال ۲۰۲۳ شرکت ساختمانی موری بیلدینگ ساخت آسمان خراش آزابودای هیلز را به پایان رساند. این پروژه در حدود ۵۸۰ میلیارد ین ژاپن (۴٫۴ میلیارد دلار) هزینه داشته‌است و با ۶۴ طبقه و ۳۲۵٫۵ متر ارتفاع مرتفع‌ترین ساختمان در ژاپن است.

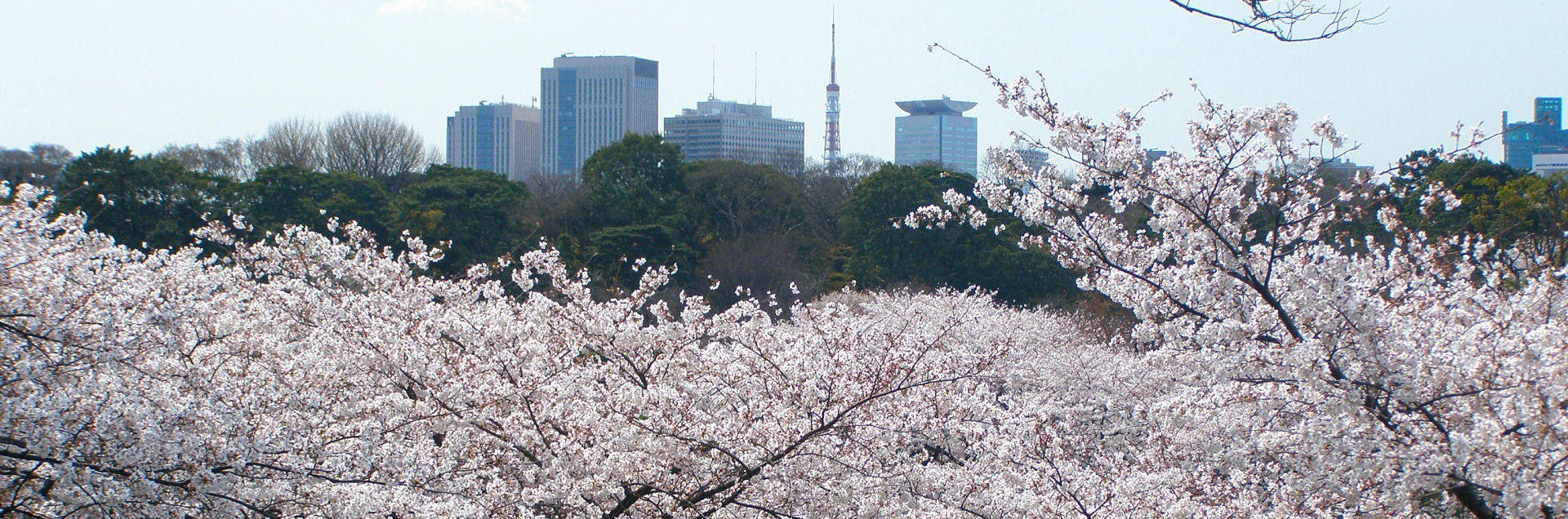
شکوفه‌های گیلاس در کاخ امپراتوری توکیو

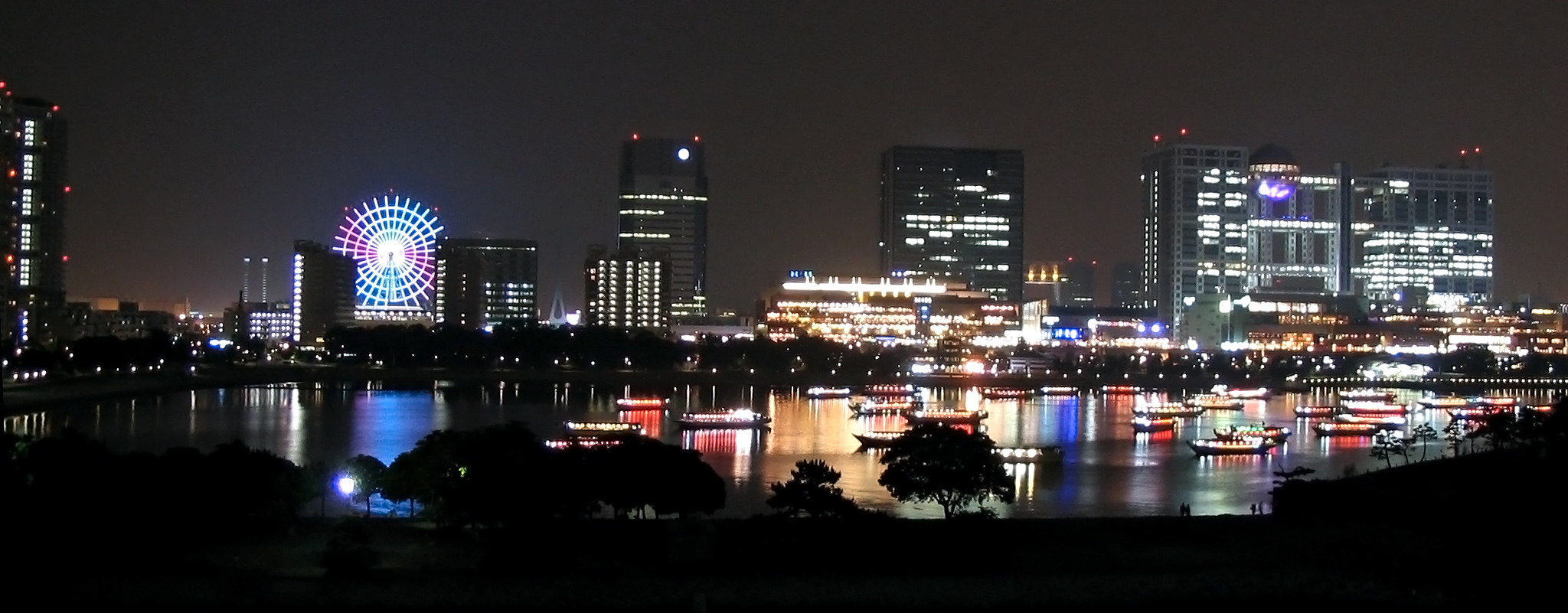
اودایبا در شب

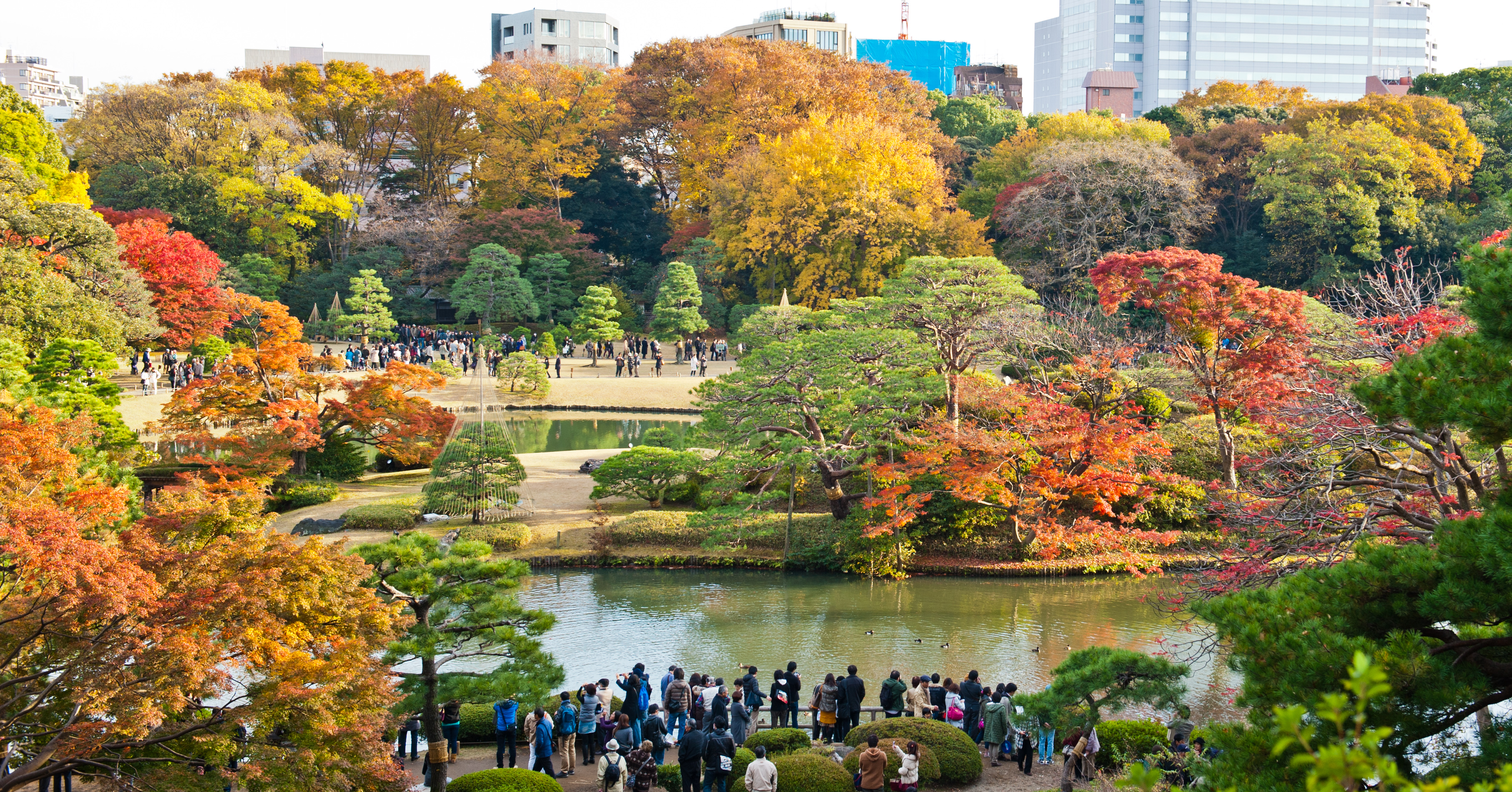
پاییز در باغ ریکوگی، در منطقهٔ بونکئو

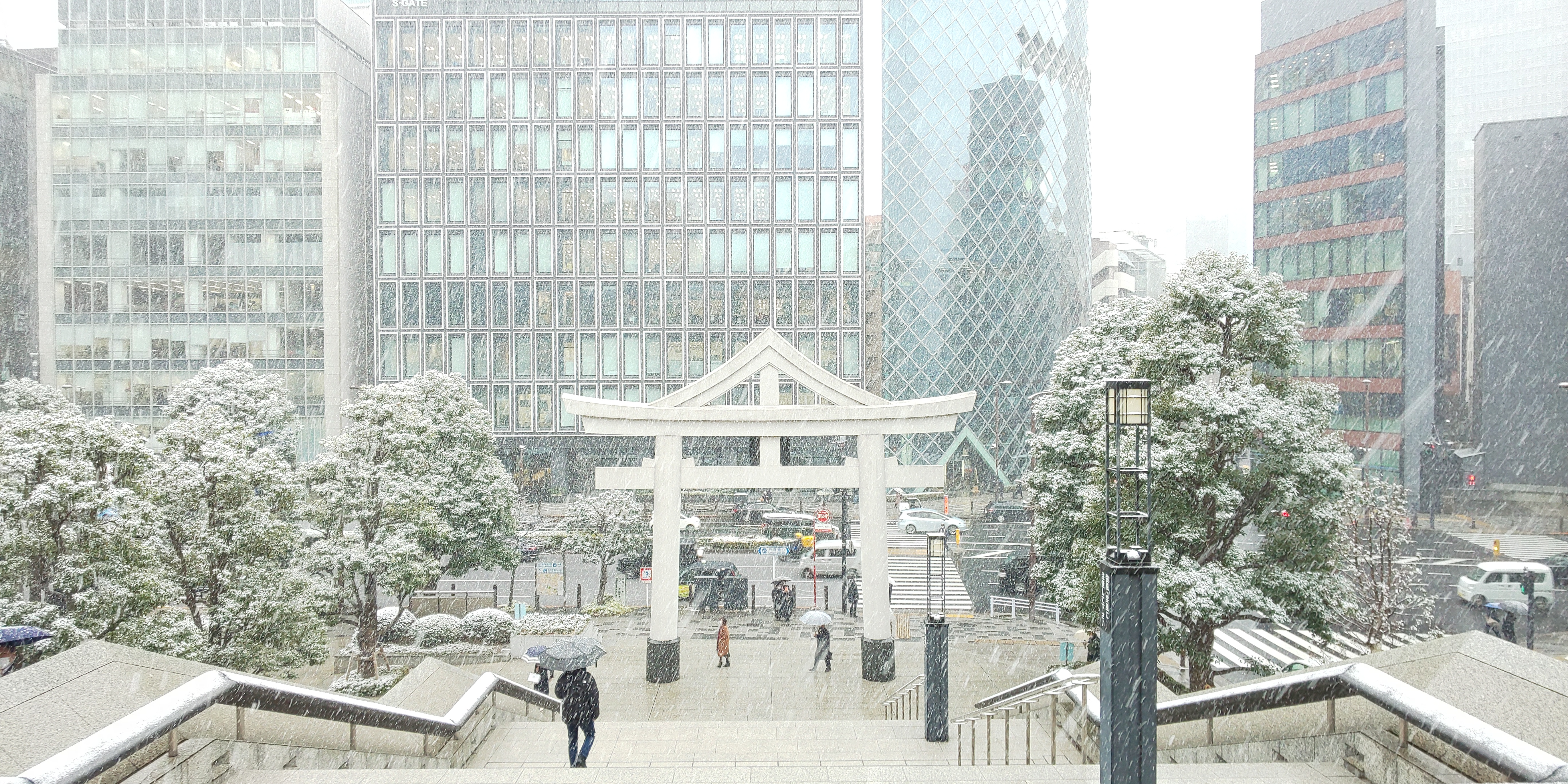
نمایی از معبد هیه در منطقهٔ چیودا

## شهر/ایالت‌های خواهر
توکیو با دوازده شهر و ایالت زیر خواهر است:
- نیویورک سیتی (ایالات متحده آمریکا)
  - از ۲۹ فوریه سال ۱۹۶۰
- پکن (چین)
  - از ۱۴ مارس سال ۱۹۷۹
- پاریس (فرانسه)
  - از ۱۴ ژوئیه سال ۱۹۸۲
- نیو ساوت ولز (استرالیا)
  - از ۹ مه سال ۱۹۸۴
- سئول (کرهٔ جنوبی)
  - از ۳ سپتامبر سال ۱۹۸۸
- جاکارتا (اندونزی)
  - از ۲۳ اکتبر سال ۱۹۸۹
- سائو پائولو (برزیل)
  - از ۱۳ ژوئن سال ۱۹۹۰
- قاهره (مصر)
  - از ۲۳ اکتبر سال ۱۹۹۰
- مسکو (روسیه)
  - از ۱۶ ژوئیه سال ۱۹۹۱
- برلین (آلمان)
  - از ۱۴ مه سال ۱۹۹۴
- رم (ایتالیا)
  - از ۵ ژوئیه سال ۱۹۹۶
- لندن (بریتانیا)
  - از ۱۴ اکتبر سال ۲۰۱۵

### شهرهایی که قراردادهای تبادل و همکاری با آنها امضا شده‌است
| کشور                | نام شهرداری | سال  |
| ------------------- | ----------- | ---- |
| روسیه               | استان تومسک | ۲۰۱۵ |
| بلژیک               | بروکسل      | ۲۰۱۶ |
| ایالات متحده آمریکا | لس آنجلس    | ۲۰۱۸ |